# Canal de la Haute-Seine
Le canal de la Haute-Seine est un cours d'eau artificiel français traversant les départements de l'Aube et de la Marne entre la confluence de l’Aube et de la Seine, près de Romilly-sur-Seine, et Troyes.
Projeté dès le XVIIIe siècle, mais décidé sous l’Empire, le canal est mis en service en 1846. Il est intégralement fermé à la navigation depuis 1968.

## Présentation et localisation
Le canal de la Haute-Seine est situé en région Champagne-Ardenne. Long de 76 km, seuls 44 km furent utilisés pour la navigation.
Ce cours d'eau est composé de deux parties : 
- Le canal de la Haute-Seine proprement dit traverse la ville de Troyes jusqu'à celle de Marcilly-sur-Seine ;
- La partie dite du « canal sans eau », située entre Bar-sur-Seine et Troyes, n'a jamais été mise en service.

Des projets de raccordement au canal de Bourgogne et au canal latéral à la Marne ont été abandonnés.

## Histoire

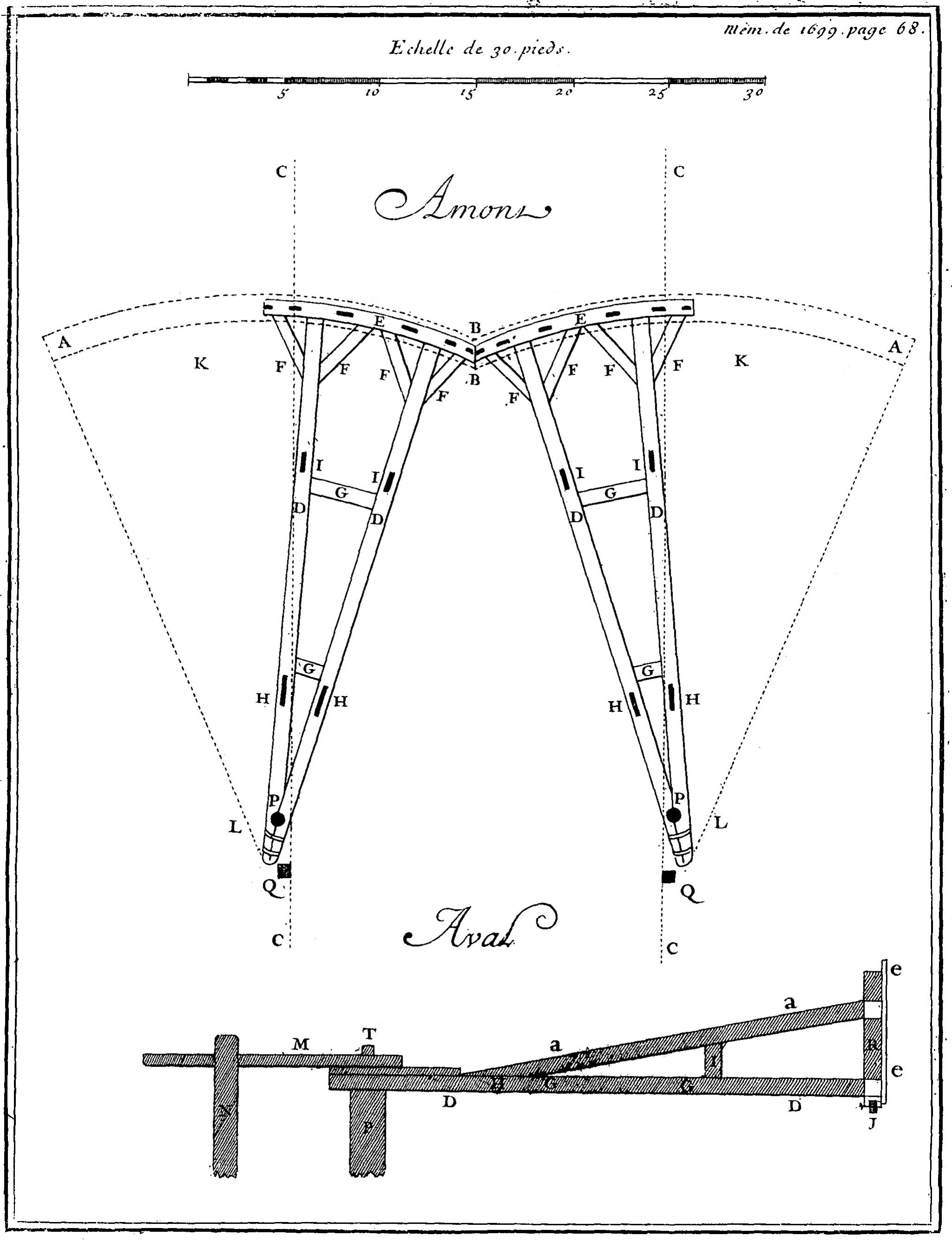
Plan des portes en éventail utilisées sur les onze canaux de dérivation.

### Ancienne navigation
Au XVIIe siècle, la navigation ne pouvait remonter la Seine au-delà de Nogent-sur-Seine. En 1655, une compagnie formée par Hector Boutheroüe de Bourgneuf obtient de Louis XIV des lettres patentes qui sont renouvelées en 1676, lui accordant pour vingt ans l'exclusivité de la navigation sur la partie du fleuve qu'elle aurait rendue navigable. En 1703, la liaison est établie jusqu'à Troyes au moyen de onze canaux de dérivation. À cette occasion sont expérimentées des portes de pertuis « en éventail », inventées par Artus Gouffier de Roannez, dont la manœuvre est facile et rapide. Les ayants droit obtiennent alors la prolongation du privilège pour vingt années par de nouvelles lettres patentes du 16 janvier 1703. Le succès ne fut qu'éphémère. Les ouvrages réalisés furent gravement endommagés pendant l'hiver de 1709 et en 1746, ils étaient en ruine. Plusieurs projets de rétablissement de la navigation échouèrent jusqu'à la fin du XVIIIe siècle. De ces dérivations subsistent le canal Saint-Étienne et le canal de Sauvage. Le principe des portes de pertuis « en éventail » sera notamment repris à grande échelle en 1997, lors la réalisation du barrage mobile Maeslantkering aux Pays-Bas.

### Le vœu de l'empereur

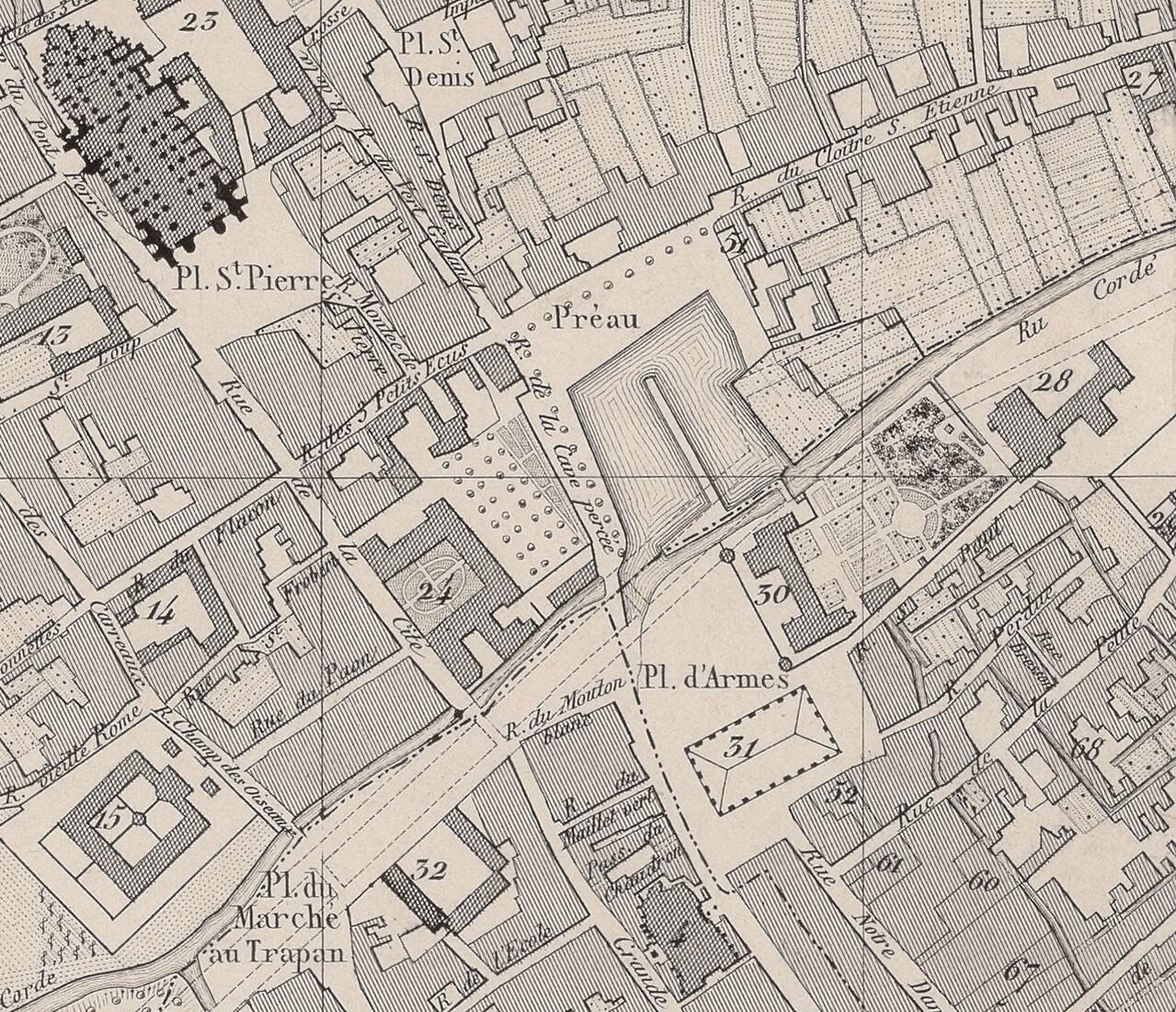
Le premier bassin du canal à Troyes sur le plan de 1839. Le projet du nouveau bassin, qui sera réalisé en 1841, figure en traits interrompus fins.

En visite à Troyes le 3 avril 1805, Napoléon Ier déclare : « Je veux qu'avant six ans, les coches et bateaux puissent remonter et descendre la Seine depuis Paris jusqu'à Bar-sur-Seine et au-delà... »,. Cette annonce est rapidement confirmée par un décret du 11 avril précisant les aménagements à réaliser jusqu'à Châtillon-sur-Seine.
Les travaux démarrent en 1806 par la construction de l'écluse de descente dans la Seine à Méry-sur-Seine. Cependant le projet de l'administration s'arrête à Troyes. Il comprend la réalisation depuis Marcilly-sur-Seine, de sept dérivations ainsi que d'une branche alimentaire navigable de 3 km rejoignant l'Aube à Anglure. Pour satisfaire  au décret de l'empereur, les écluses auront de grandes dimensions (7,8 m x 40 m) comme sur la Seine en aval,. Par manque de pierres disponibles à proximité, elles seront édifiées entièrement en bois. Afin d'accélérer la construction, on ne réalisera le plus souvent que des pertuis (écluses simples fermées par une seule paire de portes). Il faudra franchir 39 écluses se décomposant en 33 pertuis et 6 écluses à sas. Ce système, extrêmement consommateur d’eau, n’autorisera que la navigation par convois en alternat. Les terrassements des dérivations entre Troyes et Méry-sur-Seine sont réalisés de 1808 à 1812, mais l'exécution des écluses est ajournée. Sept ponts en bois sont construits. Le premier bassin du canal à Troyes est creusé en 1812. Retardé par la chute de l'Empire, le projet ne fut réalisé que partiellement et finalement abandonné en 1823.
Par une loi du 8 juin 1825, l'État tente la concession de la navigation de la Haute-Seine depuis Courcelles-les-Rangs jusqu'à Nogent-sur-Seine. Cette loi restera sans exécution.

### Achèvement

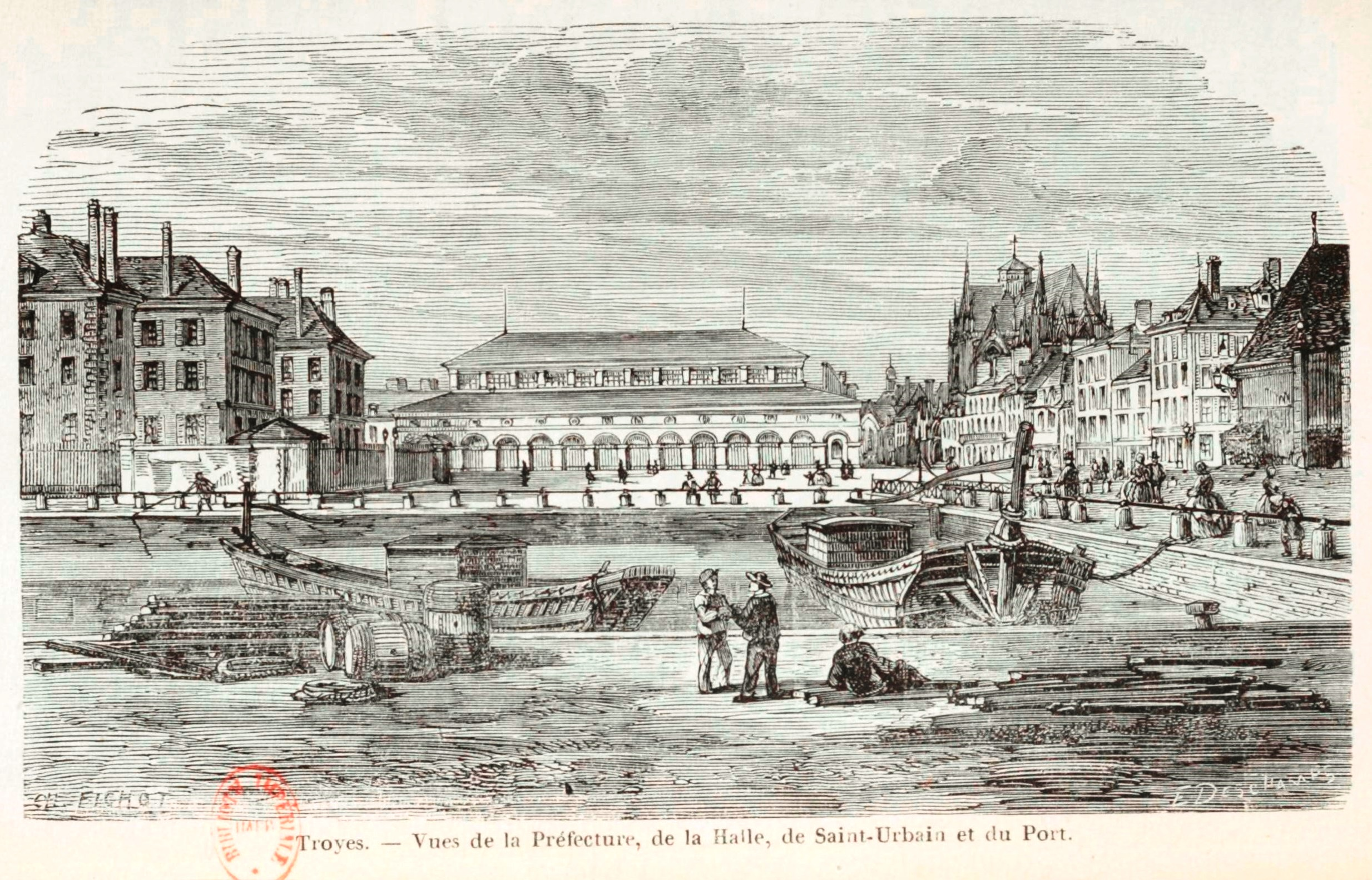
Le port de Troyes en 1860

Autorisé avec un budget de 3 500 000 francs par la loi du 8 juillet 1840, le projet est repris par l'ingénieur Pierre-Olivier Lebasteur. Il renonce à l’ancien système et opte pour un « canal latéral à eaux dormantes » indépendant du cours de la Seine. Deux nouveaux biefs sont construits entre Vallant-Saint-Georges et Saint-Oulph, évitant la traversée de Méry dans le lit de la Seine. À l'exception de la branche d'Anglure qui est abandonnée, les dérivations déjà creusées sont élargies et raccordées pour former un canal continu comprenant 15 écluses. Cinq ponts-canaux sont édifiés. Les dimensions des écluses sont réduites à 5,2 m x 34 m, mais les bateaux peuvent se croiser en tout point du canal. Ce gabarit, un peu plus long que celui défini par le plan Becquey, a été choisi pour sa compatibilité avec le canal de Bourgogne auquel le canal pourrait être raccordé à l'avenir. Les écluses sont construites en pierre avec des portes métalliques. Les travaux commencent en 1840. L'architecte troyen Louis-Henri Boulanger,, alors jeune conducteur des ponts et chaussées, y prend part. Le canal est ouvert à la navigation de Méry à Marcilly le 1er novembre 1845.
L’entrée de l'eau de la Seine en 1846 à Troyes marque la fin des travaux. Le canal est mis en service le 25 octobre 1846.

### L'échec du prolongement

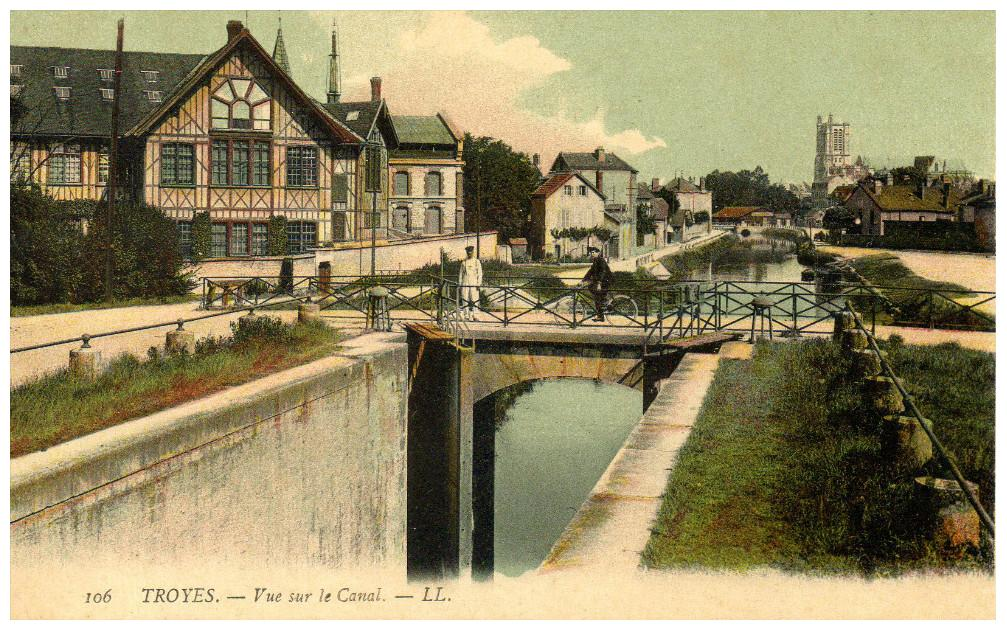
Écluse disparue des Bas-Trévois à Troyes. Aucun bateau ne l'a jamais franchie.

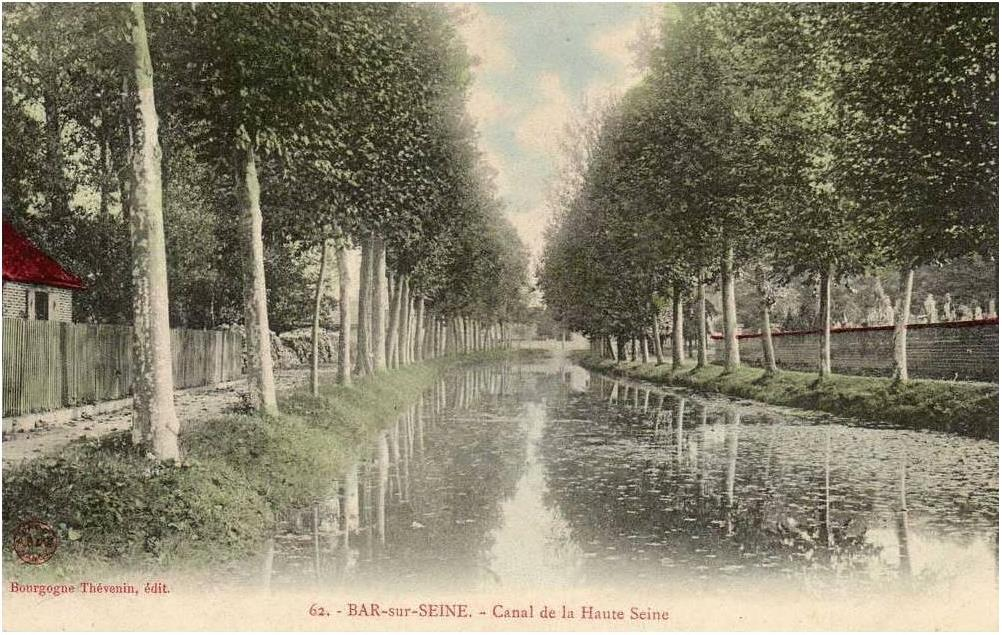
Extrémité amont à Bar-sur-Seine comblée pour faire place à la route nationale 71.

En 1844, les travaux entre Troyes et Marcilly-sur-Seine sont en voie d’achèvement et déjà sont envisagés le prolongement et la liaison avec le canal de Bourgogne. Au sein du conseil général de l'Aube, deux options s’affrontent. L’une recommande que la liaison s’opère au port de Charrey (Marolles-sous-Lignières), l’autre que le canal de jonction soit dirigé par Polisy, Les Riceys, Laignes et Ravières. 
Cette dernière a la préférence de l'administration qui entreprend les études. La préparation du projet est terminée en 1847 entre Troyes et Polisy.
Pour faire face à la crise économique consécutive à la révolution de 1848, le gouvernement demande au conseil général des ponts et chaussées de lui proposer des travaux susceptibles d'employer les nombreux ouvriers parisiens au chômage. Ce conseil approuve le projet de prolongement du canal de la Haute-Seine jusqu'à Bar-sur-Seine le 6 avril 1848. Le ministre des travaux publics Ulysse Trélat soumet à l'Assemblée nationale lors de la séance du 7 juin un projet de décret concernant différents travaux de canalisation dont le prolongement amont du canal de la Haute-Seine. Il n'envisage dans l'immédiat que l'exécution des trois premiers biefs depuis Troyes sur 9 km. Le décret du 10 juin y affecte un crédit de 500 000 francs. Dès le 21 juin, 300 ouvriers, issus des ateliers nationaux, partent pour le chantier. Jusqu'à 1 500 ouvriers sont progressivement affectés aux travaux de terrassement du canal. Dans l'urgence, les travaux sont entrepris jusqu'à Bar-sur-Seine. En 1849, ils sont bien avancés sur toute la longueur, mais les ateliers sont dissous et le chantier est abandonné,. Les crédits ouverts en 1848 ayant été employés presque exclusivement au paiement des salaires, l'indemnisation des propriétaires des terrains occupés est régularisée par un nouveau crédit de 650 000 francs ouvert par la loi du 1er décembre 1849.
Le ministre des travaux publics approuve en principe, par décision du 29 septembre 1855, les projets présentés pour l'achèvement du canal entre Troyes et Bar-sur-Seine. La dépense totale est estimée à 2 700 000 francs, mais aucun crédit n’est affecté.
Un décret du 12 juin 1862 autorise l'exécution de l'avant-projet dressé pour le prolongement du canal de la Haute-Seine jusqu'aux Maisons-Blanches (Buchères) seulement. Son coût est évalué à 1 400 000 francs, et la construction sera échelonnée suivant les ressources disponibles. En 1862, un premier crédit de 50 000 francs permet de commencer les travaux. Ils seront poursuivis, au gré des financements obtenus, jusqu’à leur achèvement en 1876. Lors des premiers essais de mise en eau, d’importantes infiltrations sont constatées. Il ne pourrait y être remédié qu’au prix de coûteux travaux d’étanchement.
Par décision ministérielle du 21 juillet 1877, le projet d'achèvement du canal de la Haute-Seine entre les Maisons-Blanches  et Bar-sur-Seine, est approuvé et financé à hauteur de 2 500 000 francs. Les travaux reprennent.
La circulaire ministérielle du 20 juillet 1877 préconise un nouveau gabarit (gabarit Freycinet). Or les écluses, en aval de Troyes ainsi que sur la partie terminée entre Troyes et les Maisons-Blanches, ont des dimensions insuffisantes. Sur cette dernière partie, les travaux d’étanchéité à l’étude nécessitent en certains endroits le bétonnage de la cuvette (2 350 m). Ils ne peuvent être envisagés que simultanément à l’allongement des écluses et à l’approfondissement de la cuvette. Sur la partie en construction, les nouvelles dimensions de la cuvette et des écluses conduisent à des augmentations de coûts. Pour rester dans le budget prévu, l'administration a décidé l’ajournement de certains travaux. La construction des perrés dans les ports, du pont-canal de la Sarce, de l’écluse de L'Enclos qui le jouxte (Virey-sous-Bar) et des portes des écluses sont différés sine die.
En 1881, les travaux sont interrompus, car les crédits sont épuisés, mais le canal n’est pas terminé entre Troyes et Bar-sur-Seine. L'administration a pris conscience que le canal nécessite aussi des travaux d’amélioration depuis les Maisons-Blanches jusqu'à Marcilly-sur-Seine pour le porter au gabarit Freycinet. Un avant-projet global est étudié pour l’achèvement et l’amélioration du canal sur toute sa longueur. Son coût est évalué à 7 millions de francs. Les travaux ne seront pas entrepris et la partie inachevée entre Troyes et Bar-sur-Seine sera nommée ironiquement « canal sans eau ».

### Un canal en impasse

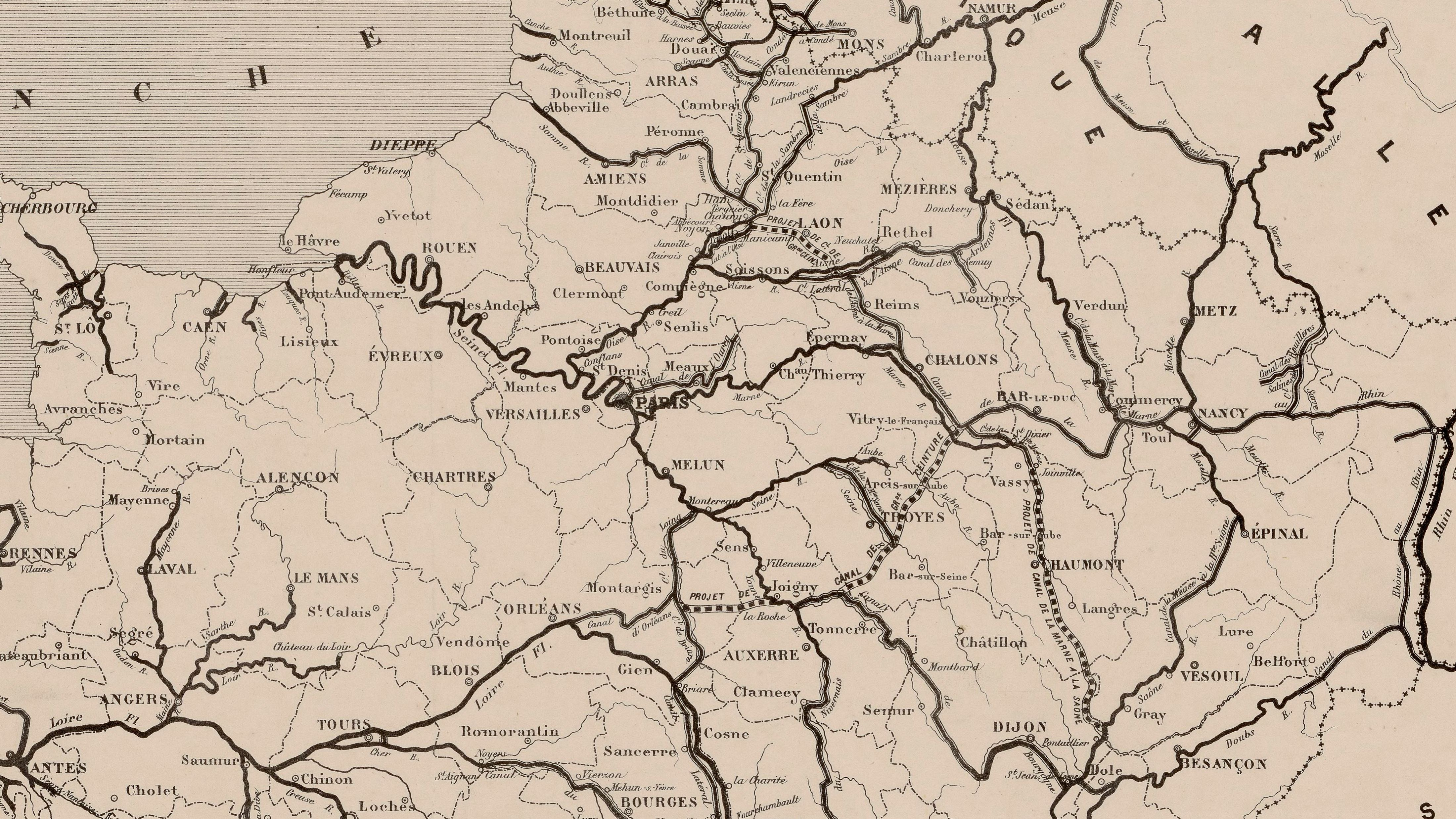
Carte de 1878 montrant le projet de canal de grande ceinture.

Depuis la mise en service du canal, la navigation ne peut se poursuivre en amont de Troyes. Cette situation ne permet pas un développement considérable de l'activité ; aussi la nécessité d'une liaison à d'autres voies navigables est apparue immédiatement. Le choix initial de poursuivre le canal latéral jusqu'à Bar-sur-Seine conduisait à prévoir la jonction au canal de Bourgogne. Les études préliminaires de l'administration envisageaient en 1845 le raccordement à Ravières par un canal à bief de partage. La région de Châtillon-sur-Seine serait desservie par une branche alimentaire navigable de 15 km partant de Sainte-Colombe-sur-Seine. Le bief de partage comprendrait un tunnel de 1 500 m. De Troyes à Ravières, le canal aurait une longueur de 93 km et comporterait 66 écluses. Inachevé de Troyes à Bar-sur-Seine et non entrepris au-delà, le projet fut abandonné.
Le 2 août 1872, un projet d'envergure nationale dit « canal de grande ceinture » intégrant le canal de la Haute-Seine est présenté à l'Assemblée nationale par Jean-Baptiste Krantz,. Cette grande artère passerait 
par ou près de Chauny, Laon, Reims, Châlons-en-Champagne, Vitry-le-François, Arcis-sur-Aube, Troyes, Joigny et Montargis. Une partie à construire, longue de 120 km, relierait le canal de Bourgogne à Germigny au canal latéral à la Marne à Vitry-le-François. Les ouvrages d'art notables en seraient 36 écluses seulement, une tranchée de 1 200 m et un tunnel de 600 m. Le nouveau canal croiserait le canal de la Haute-Seine à Verrières, lui offrant un débouché à la fois vers le nord et vers le sud. Ce projet, discuté jusqu'après la Première Guerre mondiale, ne recevra aucune exécution.

### Amélioration de la navigation sur la Seine en aval

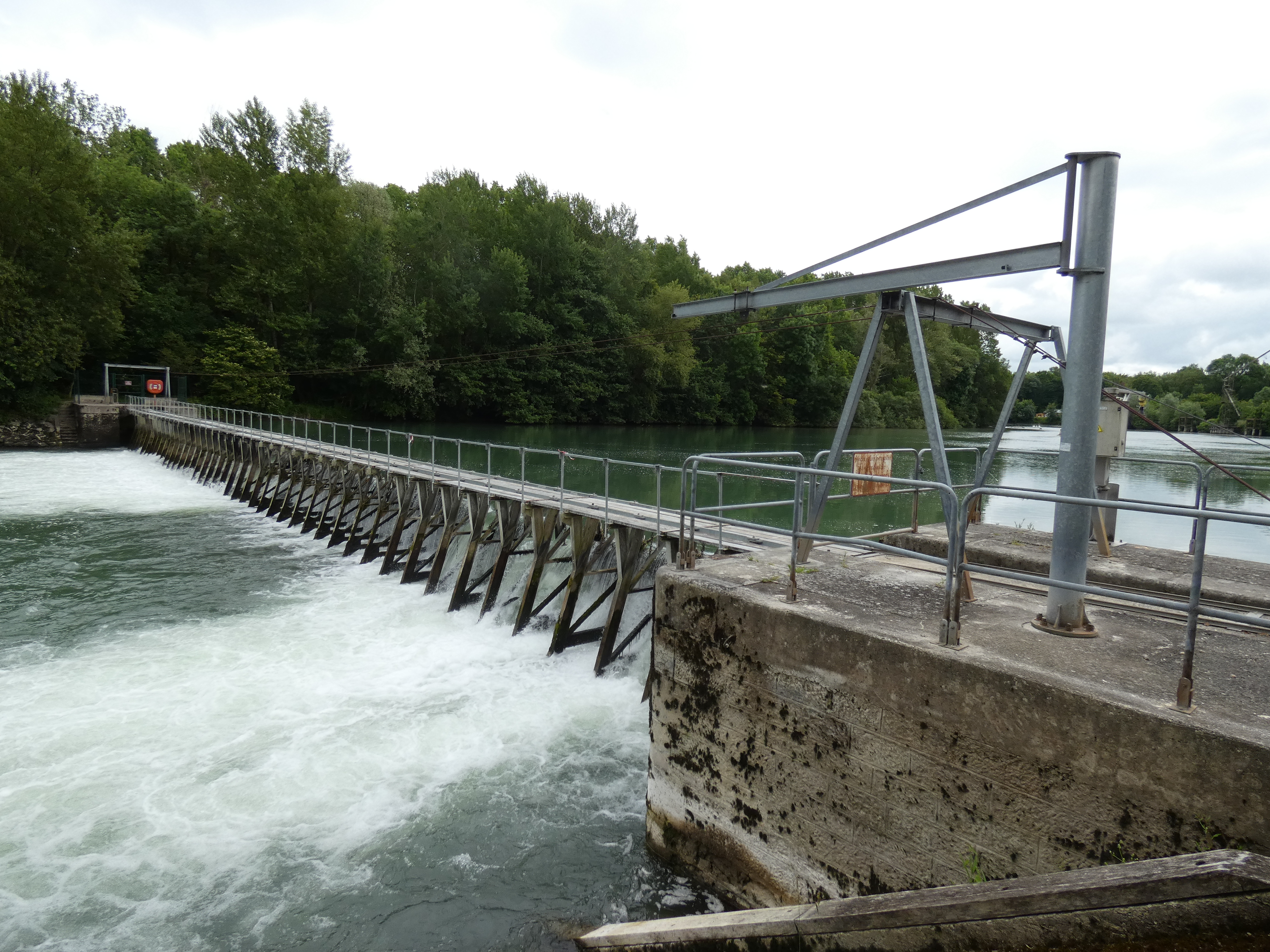
Barrage mobile sur la Petite-Seine à Conflans-sur-Seine

Au XIXe siècle, le canal de la Haute-Seine favorisa le développement du transport fluvial, mais n’apporta pas la prospérité espérée.

Après des débuts encourageants, l'activité du canal fut pénalisée par son envasement et par la mauvaise navigabilité de la Petite-Seine entre Nogent-sur-Seine et Montereau-Fault-Yonne. Elle subit la concurrence du chemin de fer après l'ouverture en 1848 de la ligne de Montereau à Troyes.
La navigabilité de la Petite-Seine et du canal seront améliorées progressivement par la réalisation de nombreux ouvrages : 
- En 1850, barrage mobile de Courbeton (48° 23′ 51″ N, 2° 59′ 25″ E) ;
- En 1854, barrage mobile de la Grande-Bosse[49] (48° 25′ 29″ N, 3° 11′ 16″ E) ;
- En 1856, barrage mobile du Vezoult (48° 27′ 02″ N, 3° 19′ 20″ E) ;
- En 1858, dérivation de Bernières à Conflans, commencée en 1848 par les ateliers nationaux et barrage mobile de Conflans (48° 32′ 50″ N, 3° 41′ 17″ E) ;
- En 1864, barrage mobile de Beaulieu (48° 28′ 57″ N, 3° 27′ 16″ E).
- En 1886, dérivation de Beaulieu à Villiers et barrage éclusé de Jaulnes (48° 25′ 11″ N, 3° 16′ 09″ E).
- De 1889 à 1891, dévasement du canal de la Haute-Seine.
- En 1895, barrage mobile de Marolles (48° 23′ 24″ N, 3° 03′ 11″ E).
- De 1896 à 1897, dragage et mise à profondeur de la dérivation de Bernières à Conflans (48° 31′ 07″ N, 3° 37′ 59″ E).
- En 1899, dérivation de Bray à La Tombe (48° 24′ 26″ N, 3° 09′ 57″ E).

À la fin du siècle, la navigation peut remonter la Petite-Seine, dans des conditions satisfaisantes, jusqu'à l'entrée du canal de la Haute-Seine à Marcilly-sur-Seine, mais le gabarit du canal (Gabarit Becquey) est désormais insuffisant pour les bateaux modernes.

### L'abandon auXXesiècle

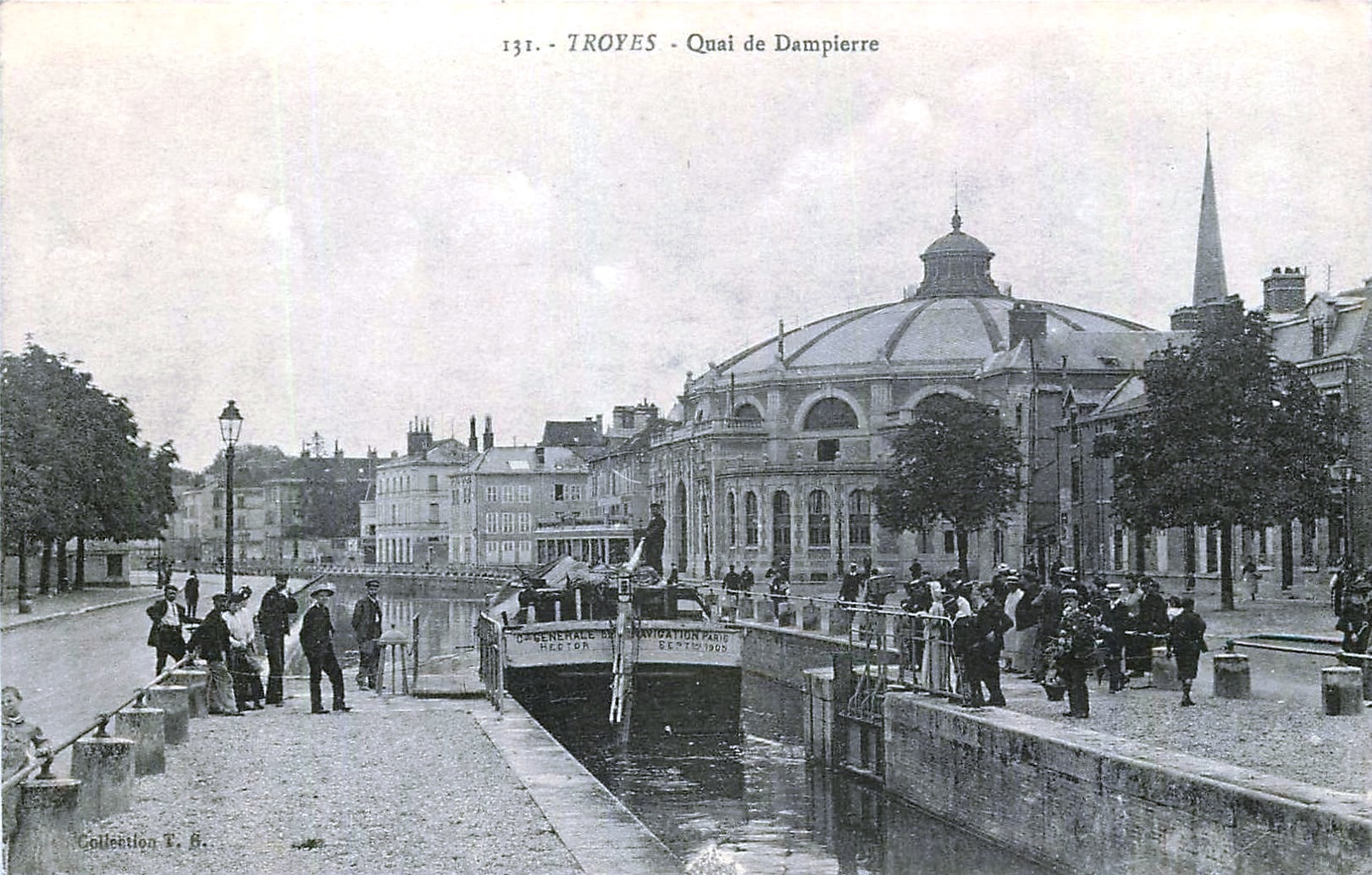
Écluse disparue de Troyes, située à côté de l'actuel théâtre de Champagne.

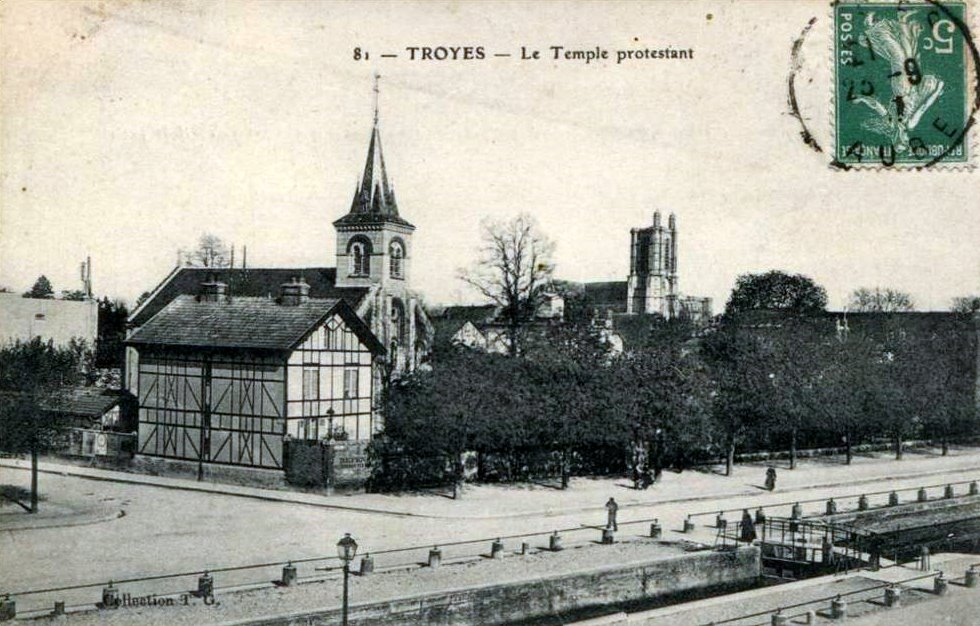
Autre point de vue sur l'écluse de Troyes, avec le temple protestant à l'arrière-plan.

À cause de son gabarit insuffisant, qui ne permet pas la circulation des péniches du Nord dont l'emploi se généralise, et en l'absence de débouché au sud, l'activité du canal devient si faible que la ville de Troyes demande, par une délibération du conseil municipal du 29 mars 1913, la restitution de son emprise sur tout le territoire communal, en vue de la création de nouvelles artères.
La Première Guerre mondiale, par la pénurie des transports qu'elle engendre, induit un regain d'activité du canal. L'État s'est ainsi rendu compte que les canaux peuvent encore rendre des services et reprend dès 1919, l'étude d'un projet devant relier Vitry-le-François à Montargis. L'un des tracés possibles joindrait le canal de Bourgogne vers Saint-Florentin au canal latéral à la Marne à Vitry-le-François et rencontrerait le canal de la Haute-Seine aux Maisons-Blanches,. Le canal de la Haute-Seine retrouverait une utilité et l'aliénation envisagée est ajournée.
Le projet étant abandonné, le « canal sans eau » est rayé de la nomenclature des voies navigables, mais maintenu dans le domaine public, entre Troyes et Bar-sur-Seine par un décret du 28 décembre 1926. La ville de Troyes obtient le 17 octobre 1928, la remise de la partie située en amont du port aux bois et y établit le boulevard Jules Guesde. La commune de Saint-Julien-les-Villas procède de même pour construire l'avenue des Sapins qui le prolonge.
Le canal connaît encore une certaine activité à partir du port de Méry-sur-Seine vers l'aval, qui justifie l'allongement au gabarit Freycinet de ses 5 dernières écluses en 1936.
En 1942, le canal est radié des voies navigables de Troyes à La Chapelle-Saint-Luc, puis en 1957 jusqu'à Méry-sur-Seine. En 1968, la section comprise entre Méry-sur-Seine et Marcilly-sur-Seine, bien que toujours classée navigable, est fermée à la navigation. En 1974, il fut décidé par arrêté la fin du canal de Troyes. L'avenue Chomedey de Maisonneuve, l'avenue Georges Vanier et la pénétrante nord sont construites sur son emprise. Sous les voies, a aussi été établie la conduite d'évacuation des égouts de Troyes jusqu'à la station d'épuration de Barberey-Saint-Sulpice. À Troyes, seuls l'ancien port, nommé à présent bassin de la préfecture, et une partie du premier bief aval, situés dans le secteur sauvegardé, seront maintenus en eau.
À Bar-sur-Seine, l'extrémité amont est comblée en 1956 pour faire place au contournement du centre-ville par la route nationale 71. La partie amont du canal jusqu'à Troyes ne sera intégralement et officiellement déclassée que tardivement en 1976. Au sud-est de Troyes, une partie de la rocade entre Bréviandes et Buchères empreinte le tracé de l'ancien canal sur 3,5 km depuis 1985. Deux anciens ponts routiers du canal y ont été conservés et le pont-canal de l'Hozain a été converti en pont routier.

### Un espace de loisir redécouvert

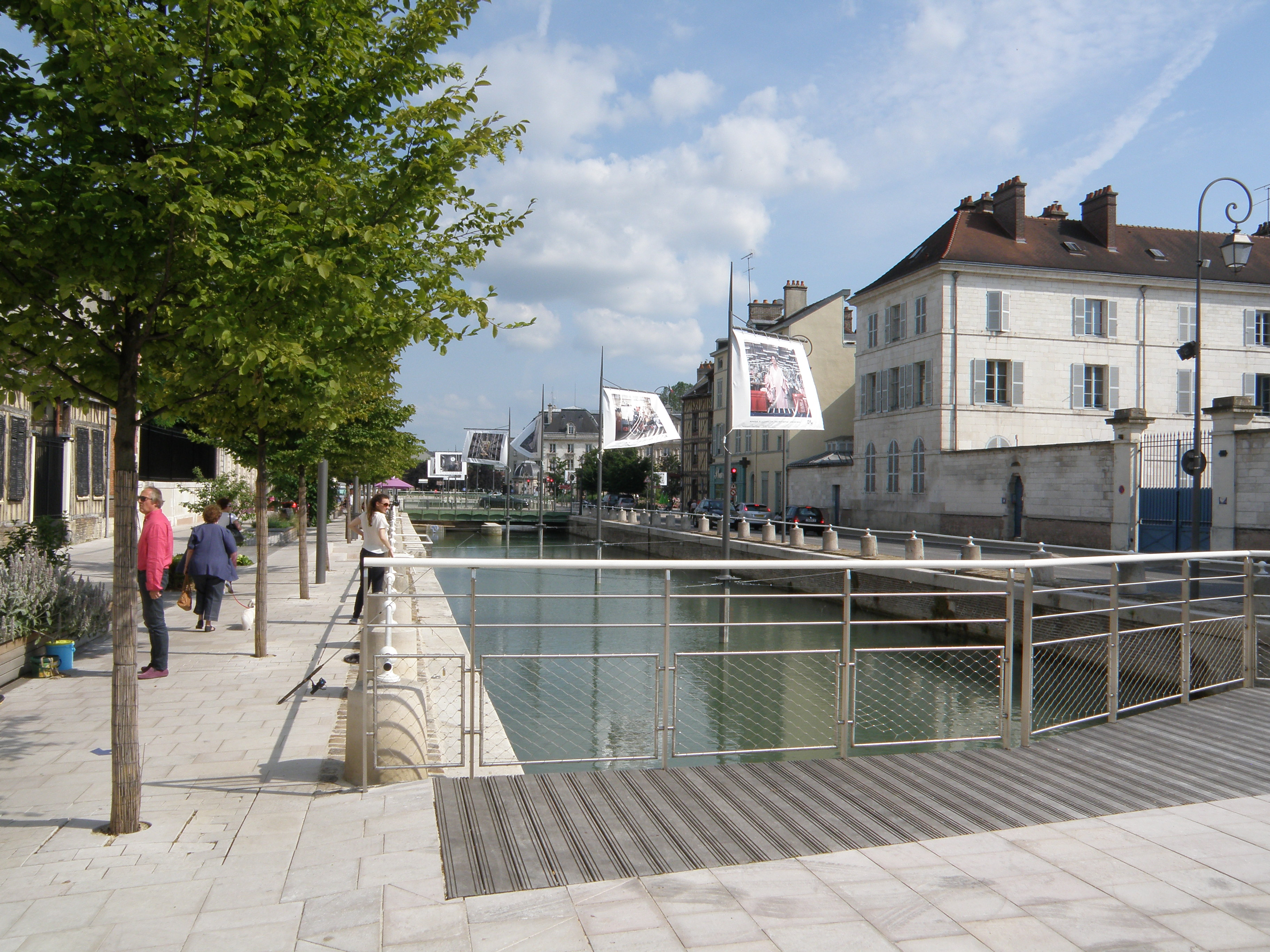
Les quais du canal à Troyes

Dans le but de rendre le canal plus touristique, des aménagements ont été effectués par le Conseil général de l'Aube depuis 2000. Il a été décidé :
- de préserver la possibilité de réouverture du canal à la navigation entre Marcilly-sur-Seine et Barberey-Saint-Sulpice,
- l'aménagement de chemins de randonnées et de voies vertes le long du canal[67].

Le département de l'Aube obtient de l'État, le transfert de propriété de la partie du canal située sur son territoire jusqu'à Méry-sur-Seine, par un arrêté préfectoral du 1er février 2007. Les travaux de la voie verte entre Barberey-Saint-Sulpice et Saint-Oulph, sont réalisés de 2008 à 2010 pour un montant de 12 600 000 €. La voie verte est inaugurée le 1er juillet 2010.
En 2010, la ville de Troyes propose la réouverture du canal sur une longueur de 115 m dans la partie comprise entre les quais Dampierre et des Comtes-de-Champagne. Ce projet, financé pour 570 000 €, est achevé fin 2011.
Du 26 novembre 2013 à l'été 2014, le Conseil général de l'Aube rénove les 7 écluses situées entre Barberey-Saint-Sulpice (écluse No 4 de Vannes) et Méry-sur-Seine (écluse No 10 de Méry). Le coût des travaux, s'élève à 1 100 000 €.
Du 28 juillet 2014 à juin 2015, le Conseil général de l'Aube prolonge la voie verte du canal depuis Barberey-Saint-Sulpice jusqu'à La Chapelle-Saint-Luc, la raccordant à la voie verte de la Seine de l'agglomération troyenne. Ces travaux d'un montant de 1 800 000 € comprennent la restauration du pont-canal de Barberey-Saint-Sulpice.
De février à la fin de l'année 2019, le conseil départemental de la Marne prolonge la voie verte du canal depuis Saint-Oulph vers l'aval sur 20 km. Cet aménagement complète la véloroute jusqu'à l'extrémité du canal à Marcilly-sur-Seine et la poursuit sur les berges de la Seine, puis le long du canal de dérivation de Bernières à Conflans jusqu'à Crancey. Le coût des travaux s'élève à 4 641 000 €,. La véloroute est inaugurée le 8 juillet 2020.

## Fonctionnement du canal

### Les embarcations

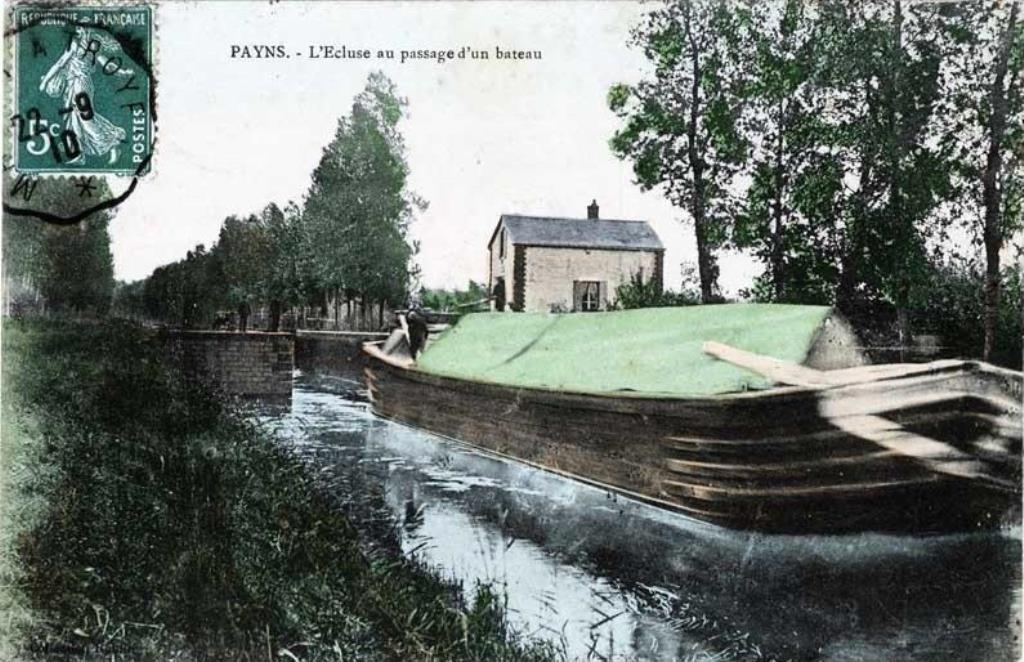
Une flûte de Bourgogne de la compagnie HPLM à l'écluse de Villacerf en 1910.

Les bateaux circulant sur le canal étaient de type margotat, ou flûte de bourgogne,. Ils portaient jusqu'à 150 t. Ils étaient tirés depuis la berge. Le halage humain (à la bricole) était parfois pratiqué. La traction animale utilisait des chevaux qui étaient logés dans une écurie à bord du bateau ou était effectuée par des charretiers indépendants « aux longs jours ». À partir de 1913, des tracteurs motorisés ont été utilisés par la Compagnie Générale de Navigation Le Havre-Paris-Lyon-Marseille pour le halage de ses bateaux,. Le voyage de Troyes à Paris durait de 4 à 5 jours à la descente et 7 jours à la remonte.
Le flottage était également pratiqué. Les bois de charpente ou de chauffage étaient assemblés en quatre brelles formant un train de flottage. Le voyage de Troyes jusqu'à Paris durait de 20 à 25 jours.
De 1855 à 1876, des bateaux automoteurs à vapeur ont assuré une liaison rapide de Troyes à Paris. Ils effectuaient le parcours en deux jours dans chaque sens.
À partir de mars 1885, la compagnie générale de navigation HPLM assure un service régulier entre Troyes et Paris. Elle dispose d'une halle de stockage dans le port de Troyes et propose deux départs par semaine dans chaque sens.
Le « Dixit », automoteur à vapeur, chargé d'une cargaison de sucre sera le dernier bateau à atteindre le port de Troyes le 13 juin 1940. De Mery-sur-Seine à Marcilly-sur-Seine, le trafic se poursuivra jusqu'en 1968.

### Le personnel du canal
Pendant son exploitation commerciale, le canal employait le personnel nécessaire à son fonctionnement.
La police et l'administration du canal étaient assurées par deux garde-ports basés à Troyes et Méry-sur-Seine,.
Quatorze éclusiers étaient chargés du fonctionnement des écluses. Ils étaient logés dans de petites maisons toutes identiques comprenant un séjour, une cuisine, deux chambres à l'étage, une cave et un four à pain. Ils disposaient également d'un jardin et d'un puits. Les écluses étaient souvent tenues par des femmes qui bénéficiaient d'un salaire modeste et du logement de leur famille dans la maison éclusière,.
L'entretien du canal était réalisé par sept cantonniers qui effectuaient notamment trois faucardages par an.

## Communes desservies

### Dans la Marne
Clesles, Bagneux, Saint-Just-Sauvage, Saron-sur-Aube, Marcilly-sur-Seine

### Dans l'Aube

#### Partie qui fut naviguée
Troyes, La Chapelle-Saint-Luc, Barberey-Saint-Sulpice, Sainte-Maure, Saint-Lyé, Saint-Benoît-sur-Seine, Payns, Savières, Chauchigny, Rilly-Sainte-Syre, Saint-Mesmin, Vallant-Saint-Georges, Droupt-Sainte-Marie, Méry-sur-Seine, Saint-Oulph

#### Partie dite du«canal sans eau»jamais mise en service
Bar-sur-Seine, Bourguignons, Virey-sous-Bar, Fouchères, Chappes, Saint-Parres-lès-Vaudes, Vaudes, Clerey, Saint-Thibault, Buchères, Bréviandes, Saint-Julien-les-Villas, Troyes.

## Ouvrages d'art

### Écluses
Les écluses sont au nombre de 32 (15 dans la partie mise en service et 17 dans le « canal sans eau »). Certaines ont disparu. Le tableau ci-dessous les présente de l'aval vers l'amont,. Les écluses du « canal sans eau » ont été vendues à des particuliers, ce qui a permis la préservation des maisons éclusières. Elles sont pour la plupart, toujours habitées.

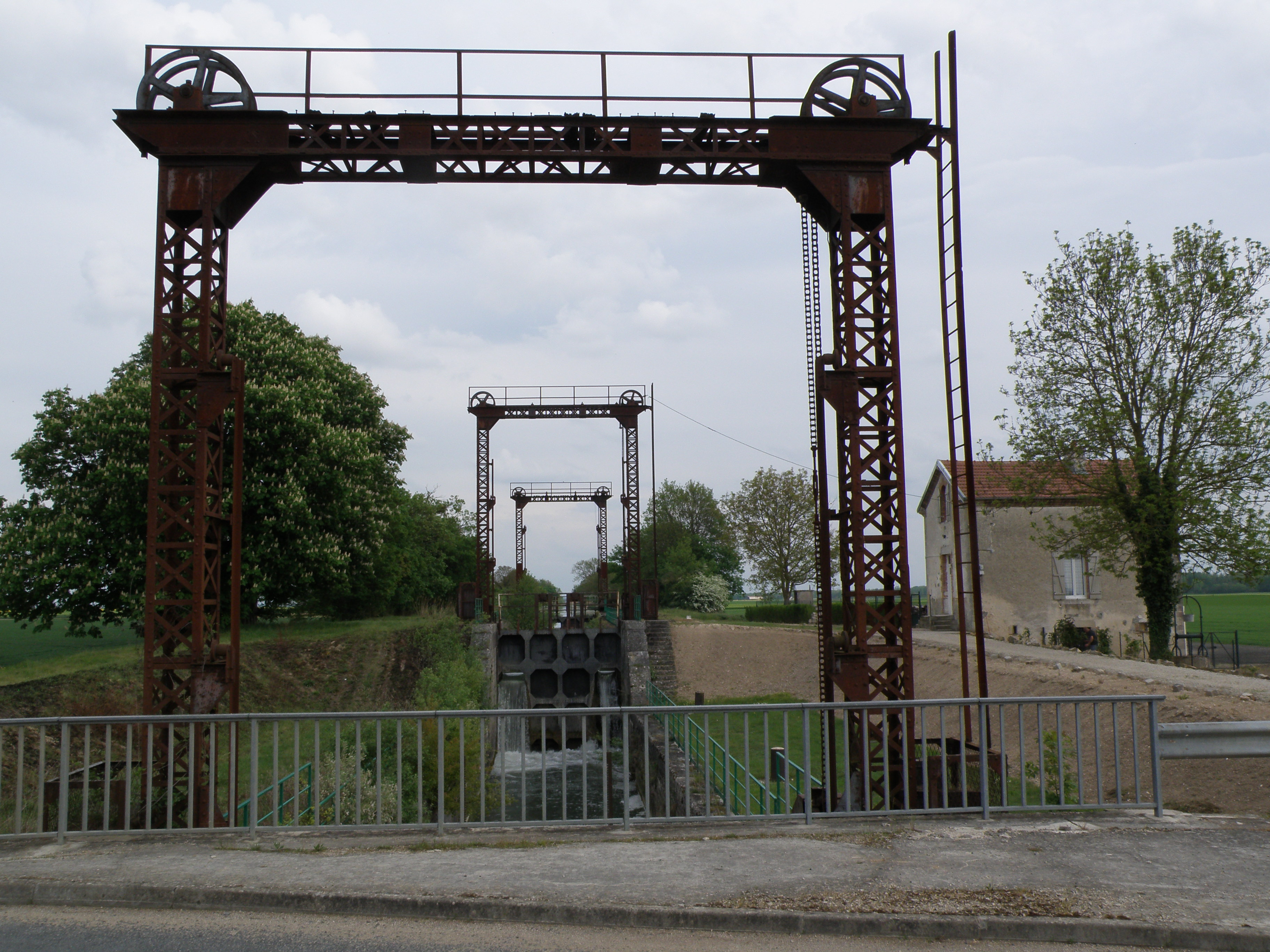
Écluse double de Saint-Just.
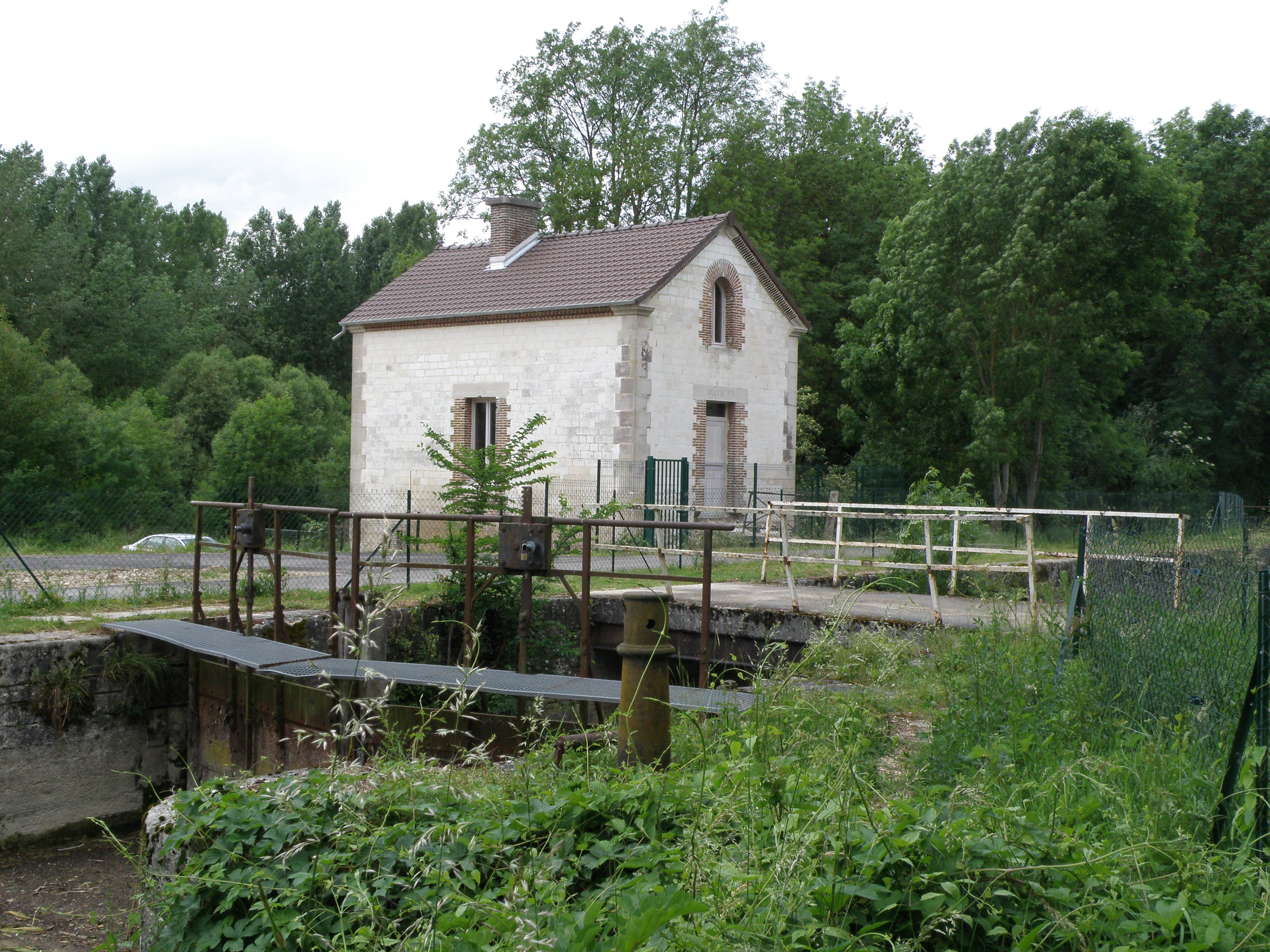
Écluse de Saint-Mesmin.
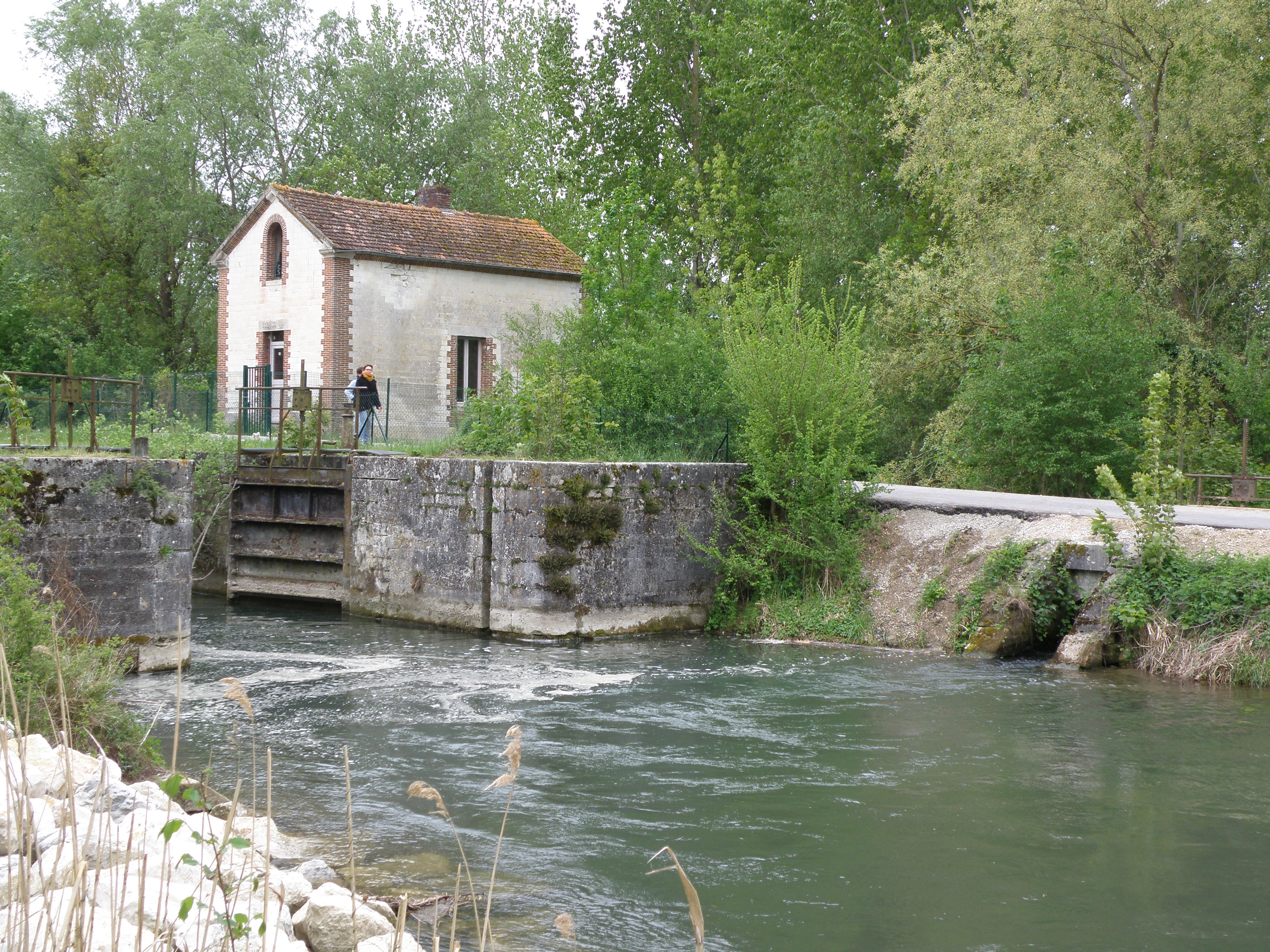
Écluse de Vannes.

| Nom                                             | Remarque                | Chute      | Dimensions  | État actuel                                          | Coordonnées géographiques   |
| ----------------------------------------------- | ----------------------- | ---------- | ----------- | ---------------------------------------------------- | --------------------------- |
| Écluse de Marcilly                              | Partie qui fut naviguée | 4,05 m     | 5,20 x 39 m | Écluse conservée. Maison éclusière disparue          | 48° 33′ 39″ N, 3° 43′ 09″ E |
| Écluse inférieure de Saint-Just                 | Partie qui fut naviguée | 2,50 m     | 5,20 x 39 m | Écluse conservée. Maison éclusière disparue          | 48° 33′ 39″ N, 3° 47′ 27″ E |
| Écluses accolées de Saint-Just                  | Partie qui fut naviguée | 2 x 2,40 m | 5,20 x 39 m | Complète. Écluse double                              | 48° 33′ 27″ N, 3° 47′ 49″ E |
| Écluse de Saint-Oulph                           | Partie qui fut naviguée | 2,40 m     | 5,20 x 39 m | Complète                                             | 48° 30′ 47″ N, 3° 52′ 34″ E |
| Écluse de Méry                                  | Partie qui fut naviguée | 2,40 m     | 5,20 x 34 m | Écluse conservée. Maison éclusière disparue          | 48° 30′ 37″ N, 3° 53′ 17″ E |
| Écluse de Vallans                               | Partie qui fut naviguée | 2,43 m     | 5,20 x 34 m | Complète                                             | 48° 27′ 55″ N, 3° 55′ 10″ E |
| Écluse de Saint-Mesmin                          | Partie qui fut naviguée | 2,40 m     | 5,20 x 34 m | Complète                                             | 48° 26′ 44″ N, 3° 56′ 38″ E |
| Écluse du Melda (Savières)                      | Partie qui fut naviguée | 2,79 m     | 5,20 x 34 m | Écluse conservée. Maison éclusière disparue          | 48° 25′ 25″ N, 3° 57′ 11″ E |
| Écluse de Villacerf                             | Partie qui fut naviguée | 2,20 m     | 5,20 x 34 m | Écluse conservée. Maison éclusière disparue          | 48° 23′ 29″ N, 3° 58′ 58″ E |
| Écluse de Riancey                               | Partie qui fut naviguée | 2,20 m     | 5,20 x 34 m | Écluse conservée. Maison éclusière disparue          | 48° 22′ 18″ N, 4° 00′ 16″ E |
| Écluse de Vannes                                | Partie qui fut naviguée | 2,20 m     | 5,20 x 34 m | Complète                                             | 48° 21′ 29″ N, 4° 01′ 32″ E |
| Écluse inférieure de Barberey                   | Partie qui fut naviguée | 2,40 m     | 5,20 x 34 m | Écluse disparue. Maison éclusière conservée          | 48° 20′ 32″ N, 4° 02′ 24″ E |
| Écluse supérieure de Barberey                   | Partie qui fut naviguée | 2,85 m     | 5,20 x 34 m | Écluse conservée. Ruines de la maison éclusière      | 48° 20′ 09″ N, 4° 02′ 44″ E |
| Écluse de Troyes                                | Partie qui fut naviguée | 2,40 m     | 5,20 x 34 m | Disparue. Avenue Chomedey de Maisonneuve             | 48° 18′ 05″ N, 4° 04′ 30″ E |
| Écluse des Bas-Trévois                          | « Canal sans eau »      | ?          | 5,20 x 34 m | Disparue. Boulevard Jules Guesde                     | 48° 17′ 31″ N, 4° 04′ 56″ E |
| Écluse de la Grande-Ruelle                      | « Canal sans eau »      | ?          | 5,20 x 34 m | Disparue. Boulevard Jules Guesde                     | 48° 17′ 03″ N, 4° 05′ 01″ E |
| Écluse de la Saulte (Saint-Julien-les-Villas)   | « Canal sans eau »      | ?          | 5,20 x 34 m | Disparue                                             | 48° 16′ 04″ N, 4° 05′ 30″ E |
| Écluse de Villebertin (Marots)                  | « Canal sans eau »      | ?          | 5,20 x 39 m | Sas conservé. ZAC Écluse des Marots                  | 48° 13′ 22″ N, 4° 08′ 09″ E |
| Écluse de Saint-Thibault                        | « Canal sans eau »      | ?          | 5,20 x 39 m | Sas et maison éclusière conservés                    | 48° 12′ 55″ N, 4° 08′ 48″ E |
| Écluse de la Rompure (Terres Rouges)            | « Canal sans eau »      | ?          | 5,20 x 39 m | Sas et maison éclusière conservés                    | 48° 12′ 13″ N, 4° 09′ 46″ E |
| Écluse de la Vacherie                           | « Canal sans eau »      | ?          | 5,20 x 39 m | Maison éclusière conservée                           | 48° 11′ 37″ N, 4° 10′ 36″ E |
| Écluse de la Fontaine-Sainte-Claire             | « Canal sans eau »      | ?          | 5,20 x 39 m | Maison éclusière conservée                           | 48° 11′ 03″ N, 4° 11′ 25″ E |
| Écluse de la Plaine-de-Vaudes                   | « Canal sans eau »      | ?          | 5,20 x 39 m | Maison éclusière conservée                           | 48° 10′ 26″ N, 4° 12′ 15″ E |
| Écluse de Saint-Parres-lès-Vaudes               | « Canal sans eau »      | ?          | 5,20 x 39 m | Maison éclusière conservée                           | 48° 10′ 02″ N, 4° 13′ 05″ E |
| Écluse de la Voie-Pousse                        | « Canal sans eau »      | ?          | 5,20 x 39 m | Sas et maison éclusière conservés                    | 48° 09′ 34″ N, 4° 14′ 11″ E |
| Écluse de Fouchères                             | « Canal sans eau »      | ?          | 5,20 x 39 m | Maison éclusière conservée                           | 48° 08′ 50″ N, 4° 15′ 57″ E |
| Écluse de la Fontaine-aux-Dames (Morte Vieille) | « Canal sans eau »      | ?          | 5,20 x 39 m | Sas et maison éclusière conservés                    | 48° 08′ 35″ N, 4° 17′ 16″ E |
| Écluse de l'Enclos                              | « Canal sans eau »      | ?          | 5,20 x 39 m | Jamais construite de même que le pont-canal attenant | 48° 08′ 30″ N, 4° 18′ 08″ E |
| Écluse de Virey-sous-Bar                        | « Canal sans eau »      | ?          | 5,20 x 39 m | Maison éclusière conservée                           | 48° 08′ 23″ N, 4° 19′ 13″ E |
| Écluse de Foolz                                 | « Canal sans eau »      | ?          | 5,20 x 39 m | Sas et maison éclusière conservés                    | 48° 07′ 55″ N, 4° 20′ 23″ E |
| Écluse de Bourguignons                          | « Canal sans eau »      | ?          | 5,20 x 39 m | Maison éclusière conservée                           | 48° 07′ 39″ N, 4° 21′ 36″ E |

### Gares de chargement et déchargement

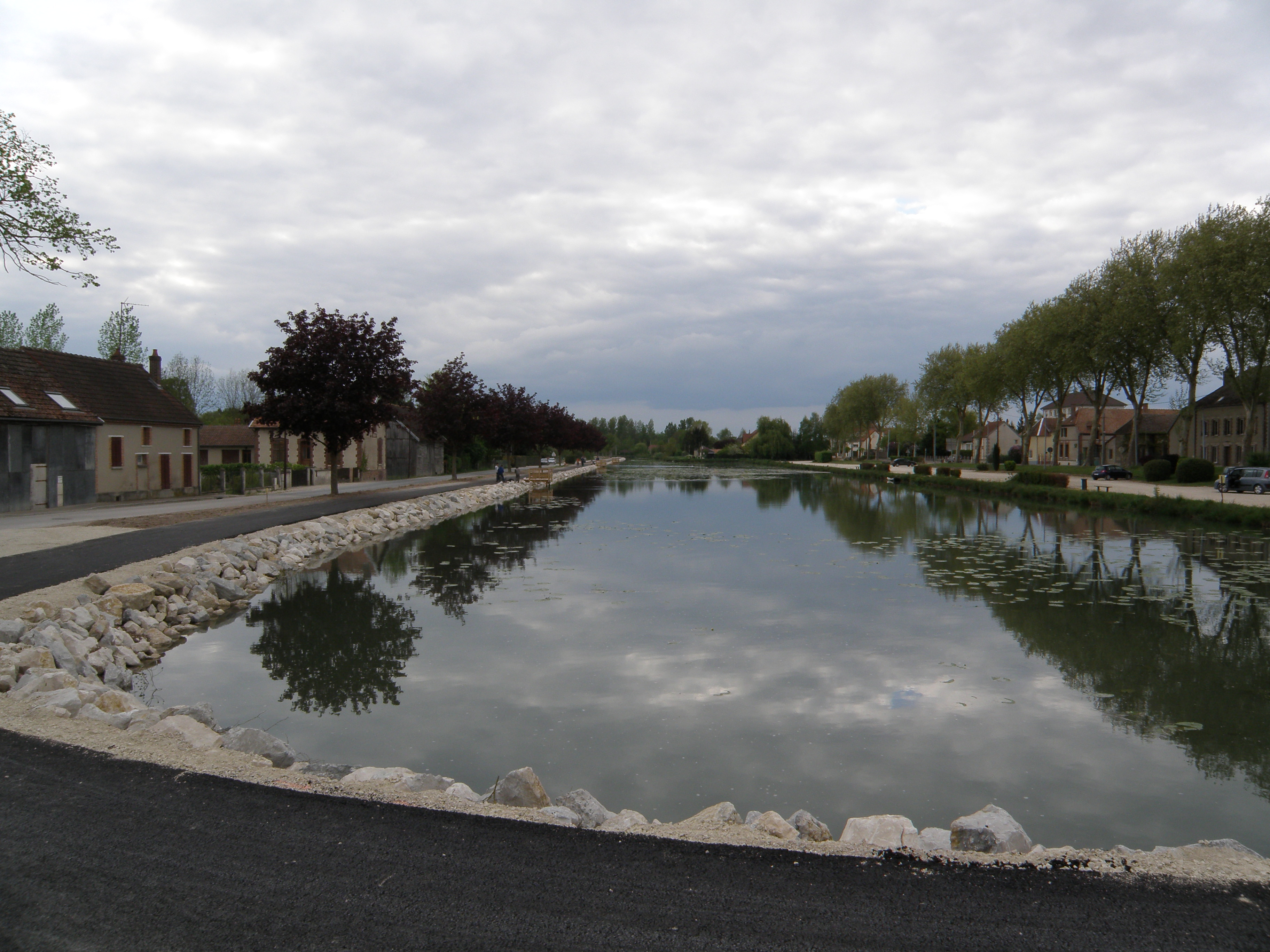
Le port de Méry-sur-Seine

Les gares correspondent à un élargissement du canal plus ou moins étendu permettant aux péniches de charger et décharger sans gêner la navigation. 6 gares principales sont aménagées entre Troyes et Marcilly.
| Nom                         | Localisation           | Coordonnées géographiques   |
| --------------------------- | ---------------------- | --------------------------- |
| Bassin de Troyes            | Troyes                 | 48° 17′ 49″ N, 4° 04′ 49″ E |
| Gare de Barberey (asséchée) | Barberey-Saint-Sulpice | 48° 20′ 22″ N, 4° 02′ 34″ E |
| Gare de Saint-Mesmin        | Rilly-Sainte-Syre      | 48° 26′ 48″ N, 3° 56′ 38″ E |
| Gare de Droupt-Sainte-Marie | Droupt-Sainte-Marie    | 48° 29′ 33″ N, 3° 55′ 10″ E |
| Gare de Méry                | Méry-sur-Seine         | 48° 30′ 39″ N, 3° 53′ 08″ E |
| Gare de Saron               | Saron-sur-Aube         | 48° 33′ 40″ N, 3° 44′ 37″ E |

### Ponts-canaux
Les ponts-canaux sont au nombre de quatre et sont situés dans les communes de :  Barberey-Saint-Sulpice ; Riancey ; Chauchigny ; Droupt-Sainte-Marie.

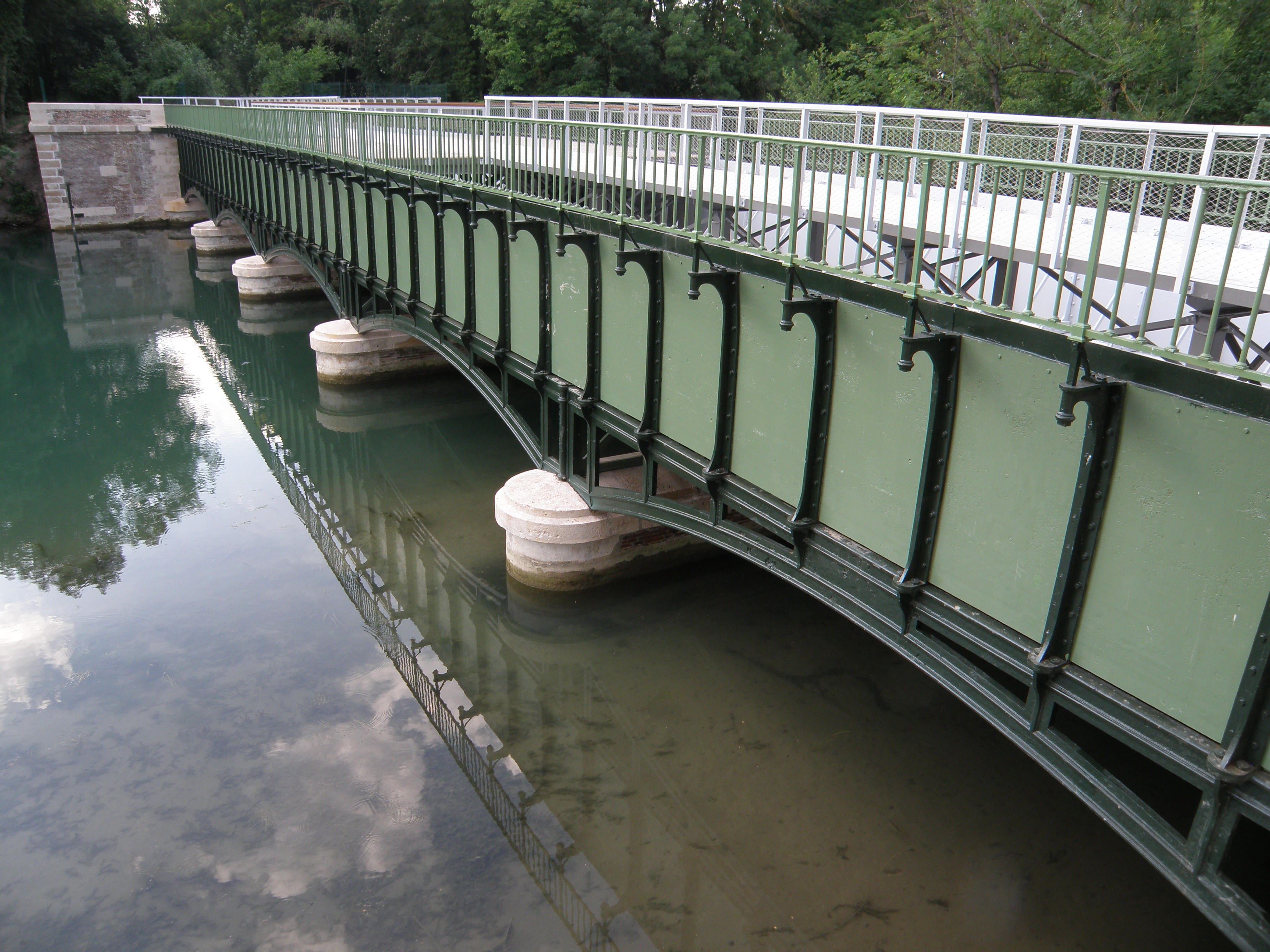
Pont-canal de Barberey-Saint-Sulpice.
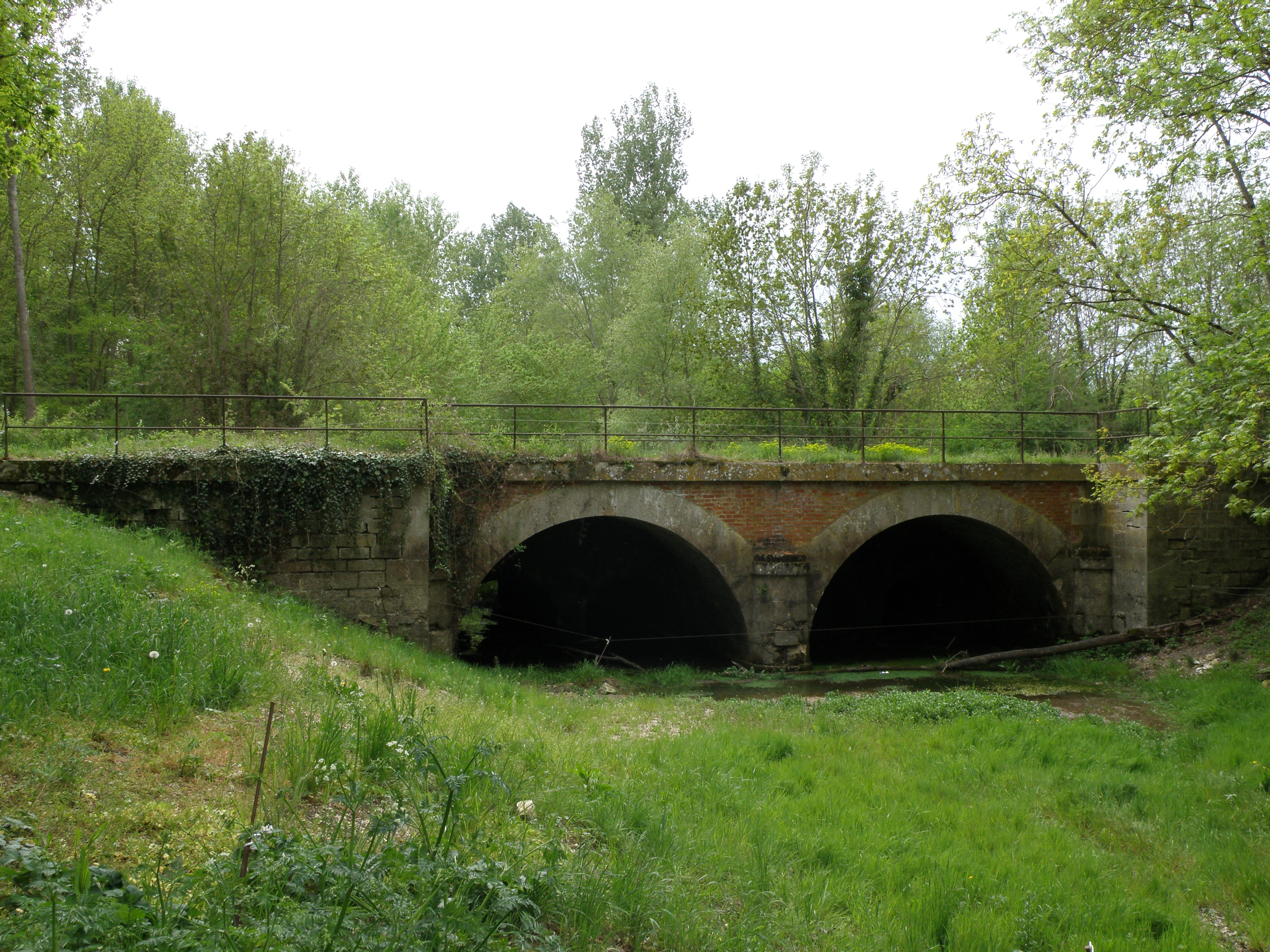
Pont-canal de Riancey.
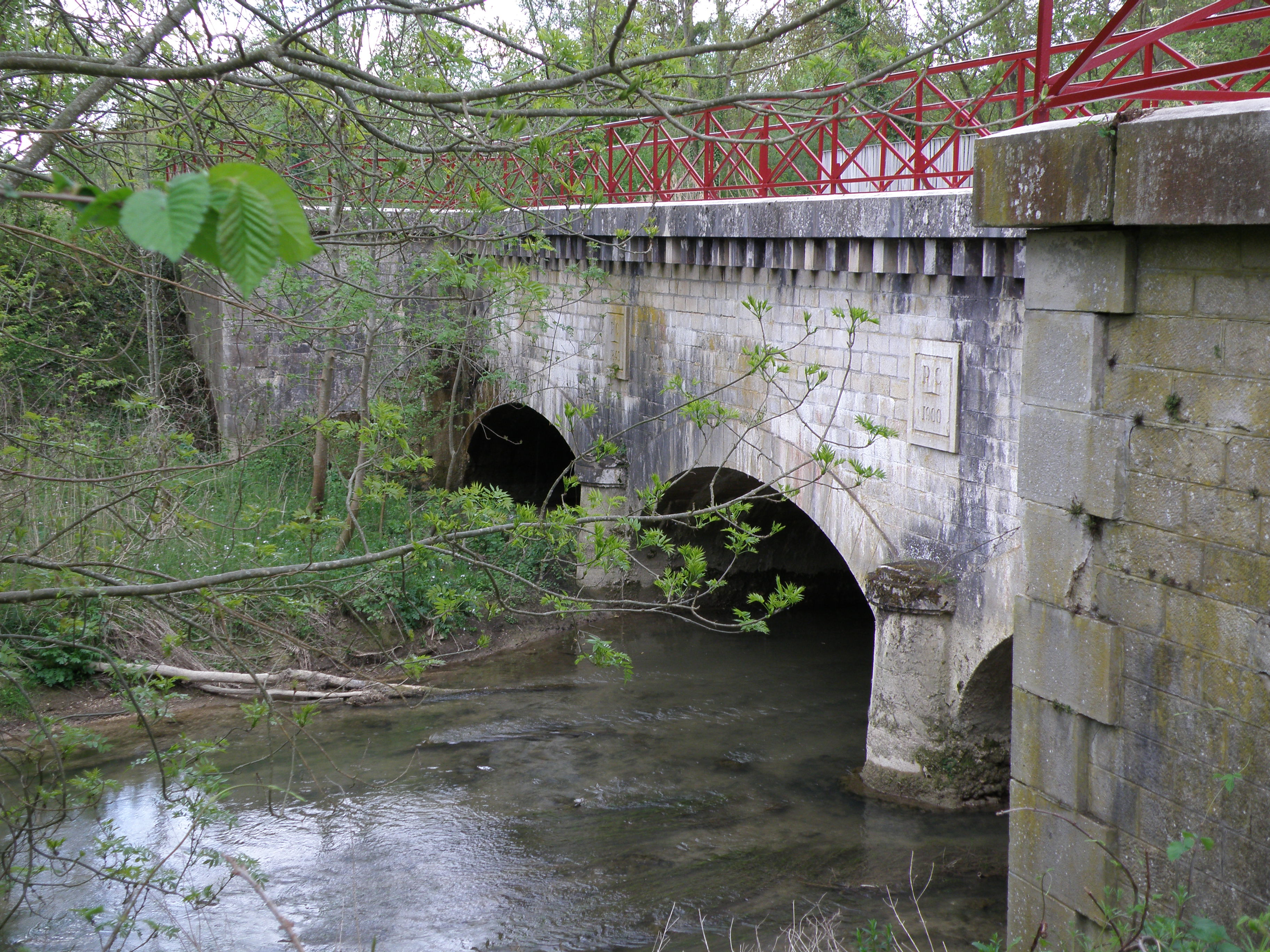
Pont-canal du Melda.
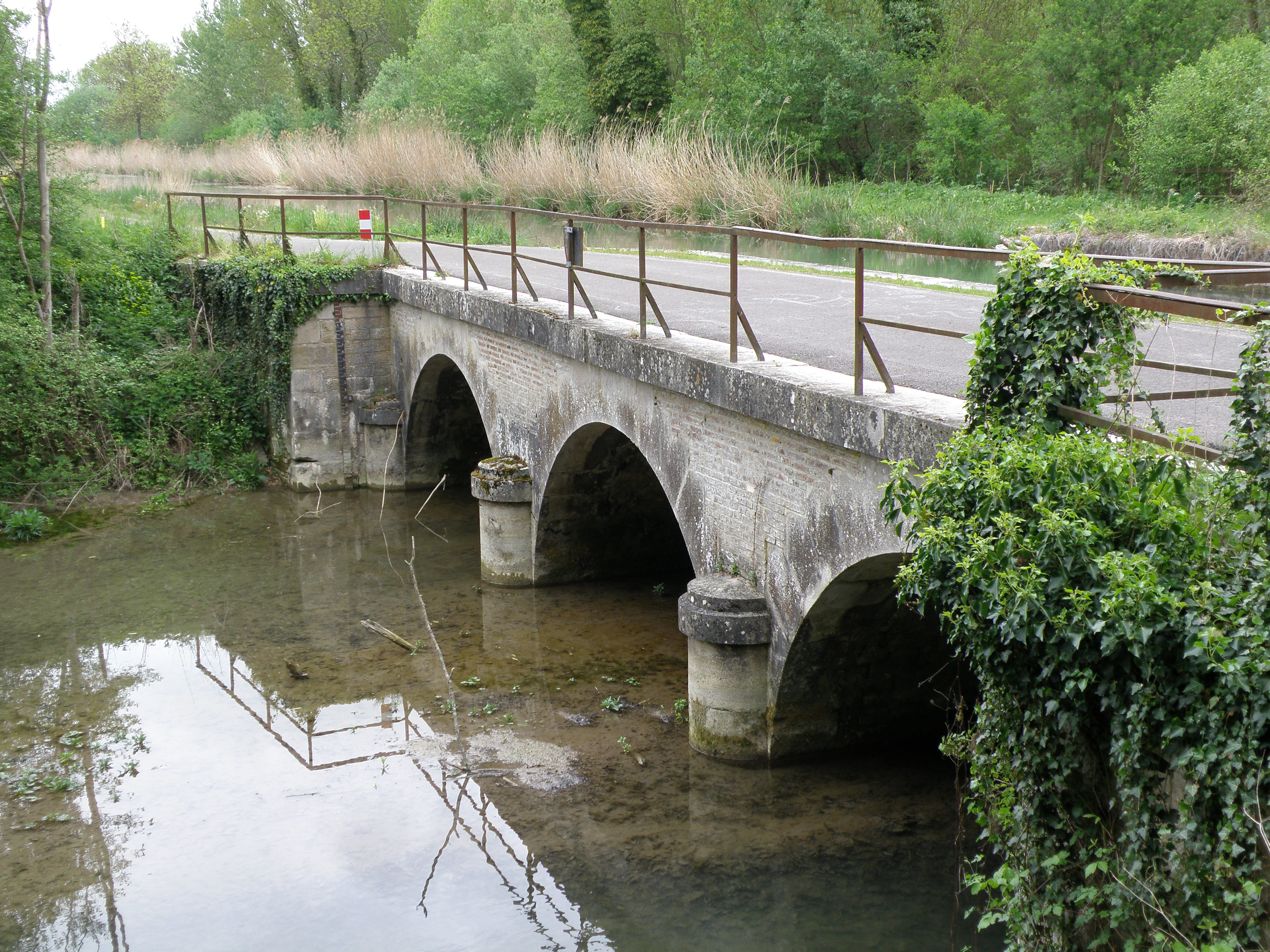
Pont-canal de Beauregard.

### Prises d'eau

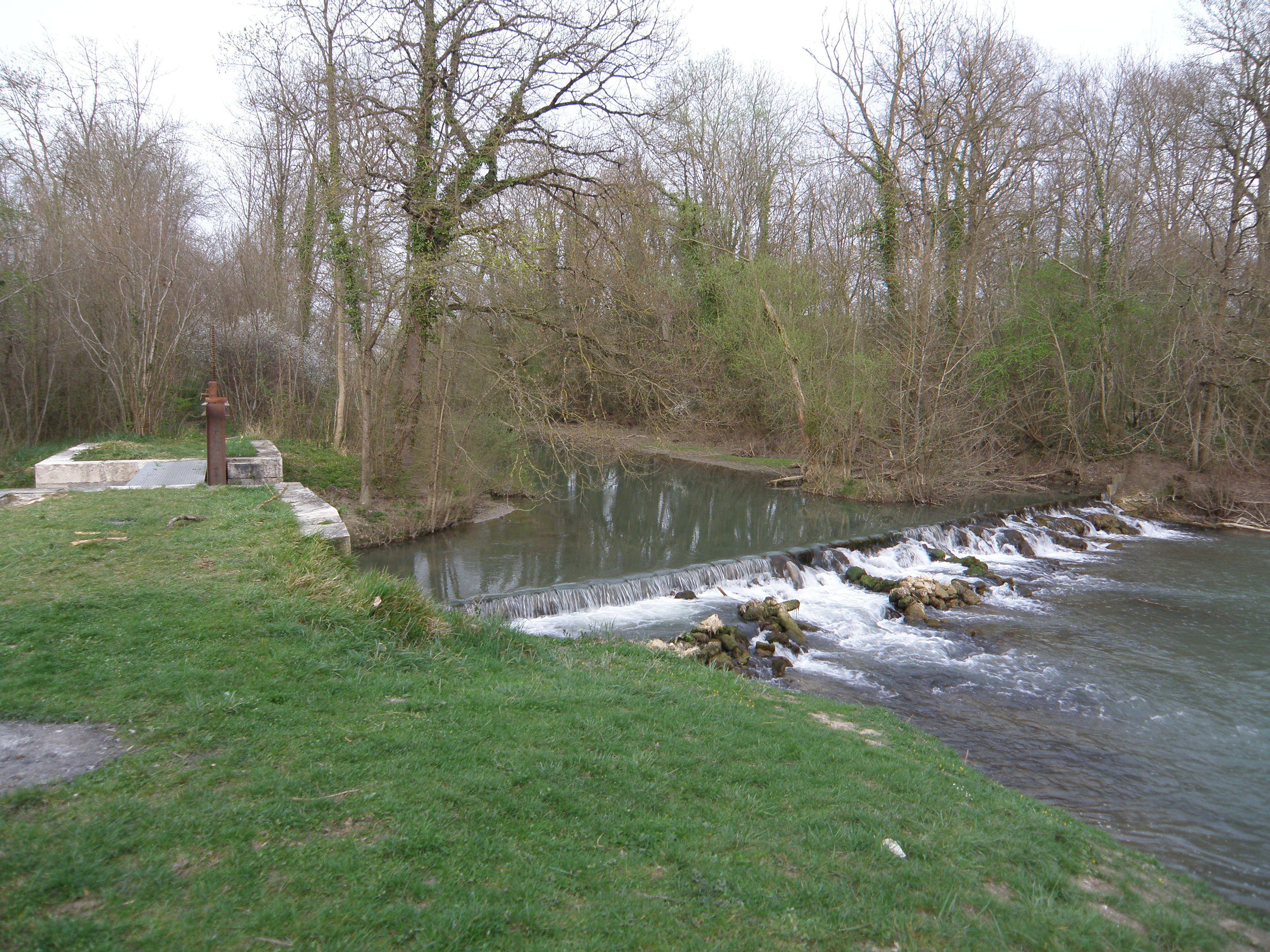
Prise d'eau du Melda à Chauchigny

4 prises d’eau sont établies à partir de Troyes.
- La première apporte l’eau de la Seine et le trop-plein du canal des Trévois au bassin de Troyes (48° 17′ 44″ N, 4° 04′ 53″ E).
- La deuxième prend son origine dans la retenue d’un moulin sur la Seine et aboutit en dessous de l’écluse inférieure de Barberey, en suivant le tracé originel de la dérivation de Payns sur 500 m (48° 20′ 18″ N, 4° 02′ 30″ E).
- La troisième prend son eau dans le Melda (dérivation de la Seine) près du pont-canal homonyme, en amont d’un petit barrage, et la donne au canal en dessous de l’écluse de Saint-Mesmin par une rigole de 2,6 km (48° 25′ 26″ N, 3° 57′ 16″ E).
- La quatrième est établie dans l’ancienne dérivation de Clesles sur 300 m depuis la Seine jusqu’à l’aval de l’écluse de Saint-Oulph (48° 30′ 42″ N, 3° 52′ 42″ E).
- Le canal du Docteur, aboutissant en dessous de l'écluse inférieure de Saint-Just, aurait constitué, s'il avait été terminé, une alimentation supplémentaire (48° 33′ 41″ N, 3° 47′ 26″ E).

## Vestiges du«canal sans eau»
Le canal a été en grande partie comblé en amont de Troyes. Cependant de nombreux vestiges subsistent le long de la route RD 671 de Troyes à Bar-sur-Seine. On peut encore voir douze maisons éclusières, six ponts ainsi que quelques tronçons encore en eau.

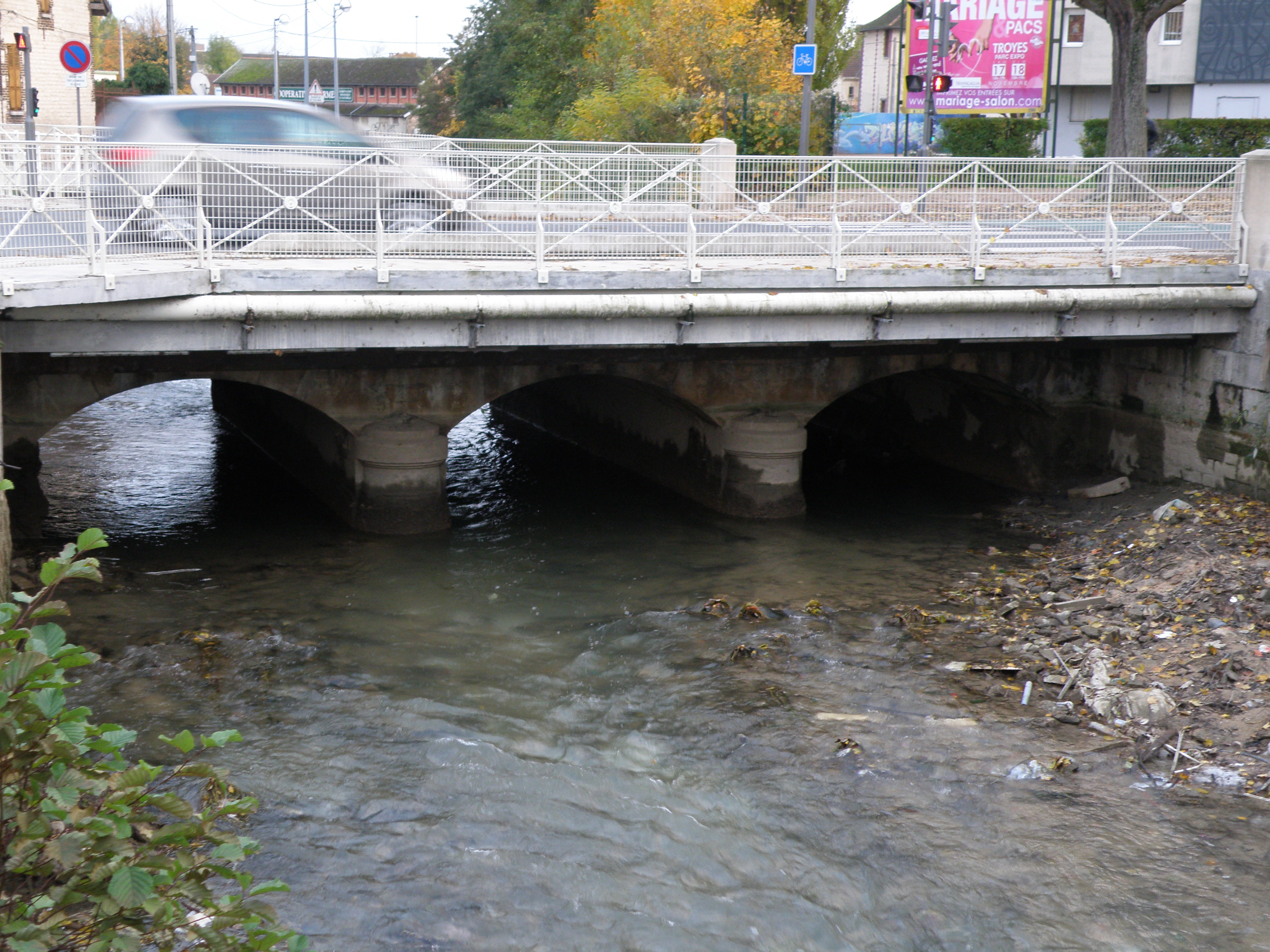
Pont routier Boulevard Jules Guesde. Le tablier a été reconstruit sur les arches du pont-canal de Troyes.
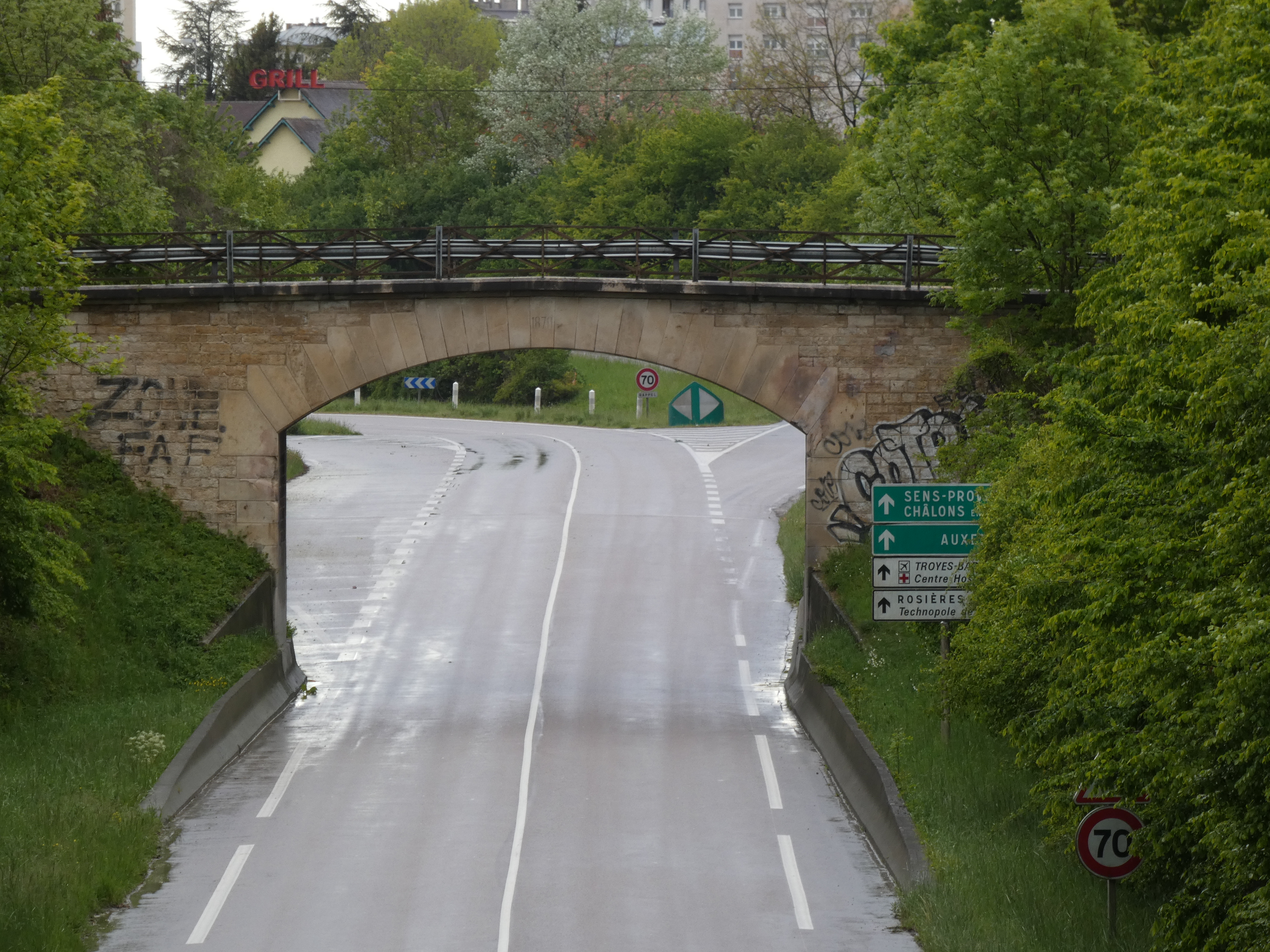
Pont nord sur la rocade RD610 à Bréviandes daté de 1870.
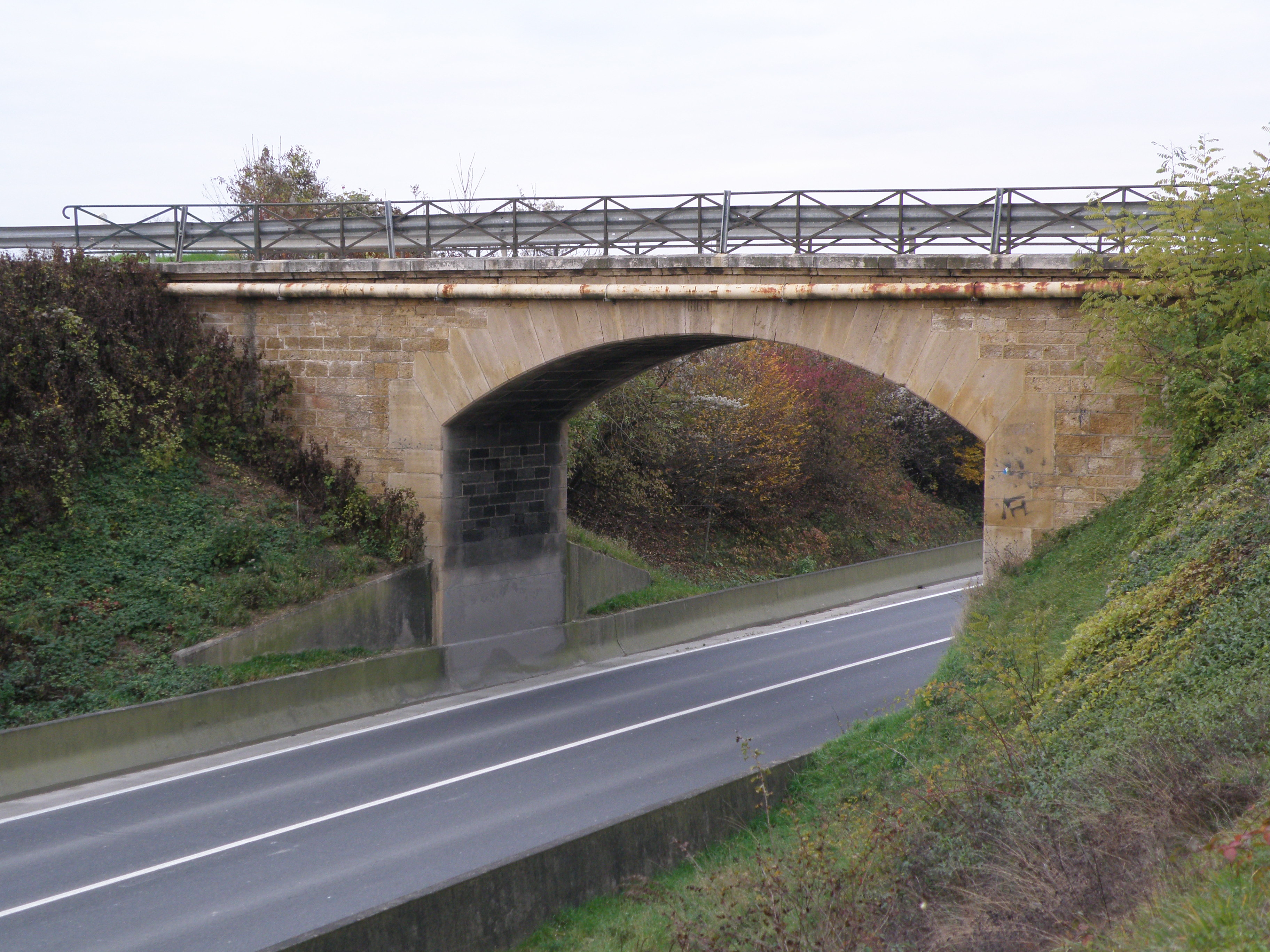
Pont sud sur la rocade RD610 à Bréviandes daté de 1869.
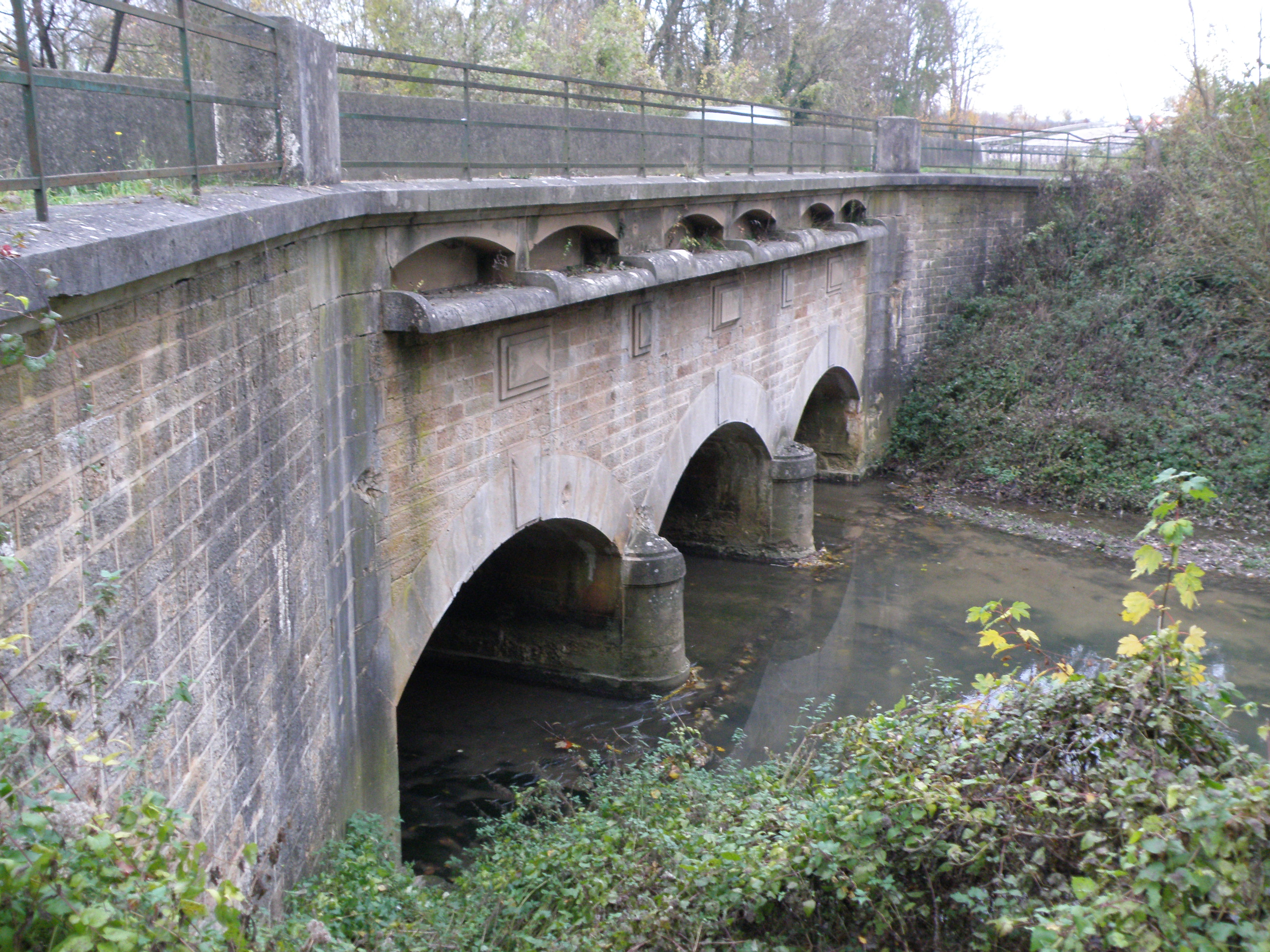
Pont-canal de l'Hozain, daté de 1868, converti en pont routier de la rocade RD610 à Bréviandes.
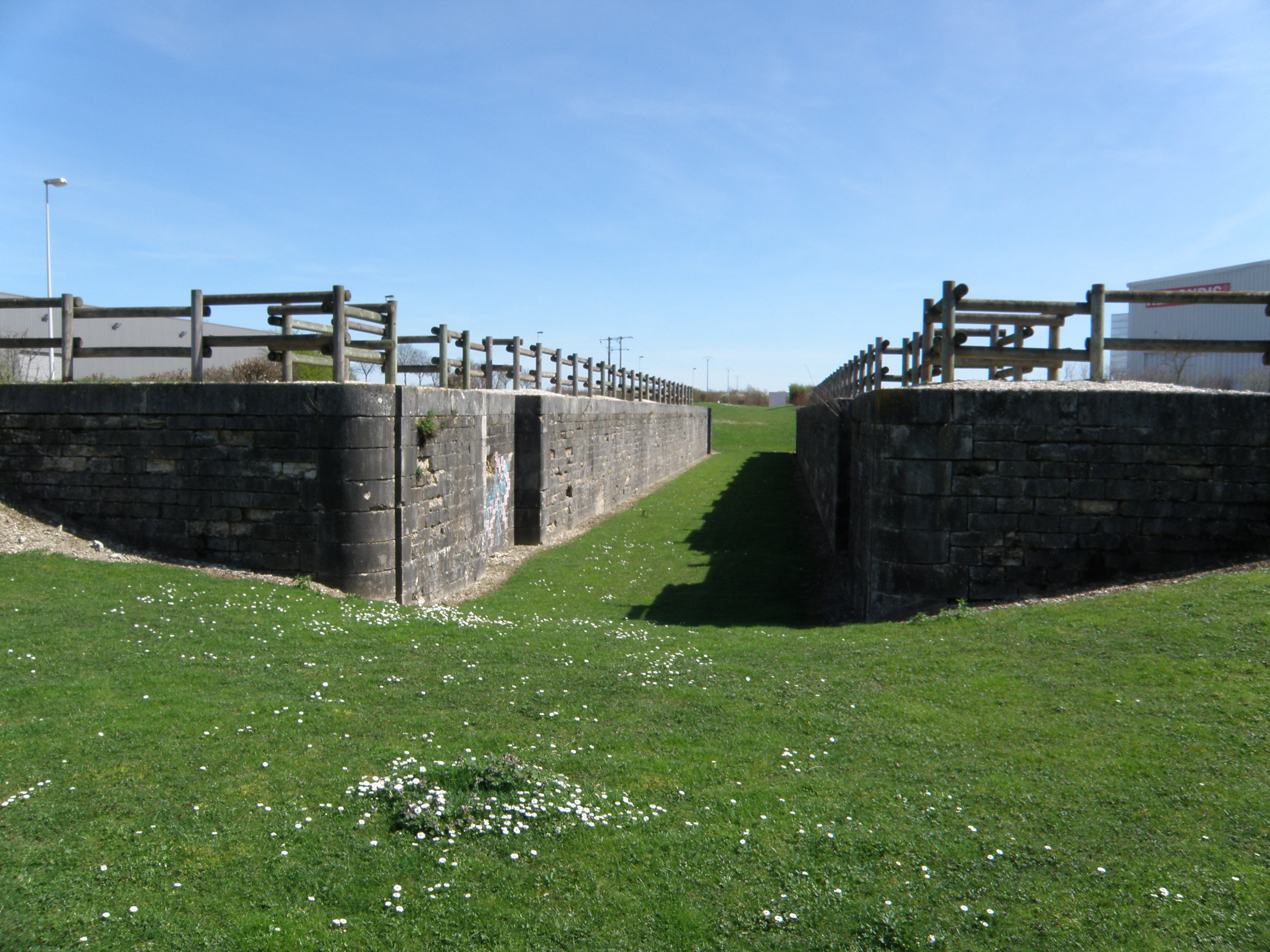
Écluse inachevée de Villebertin.
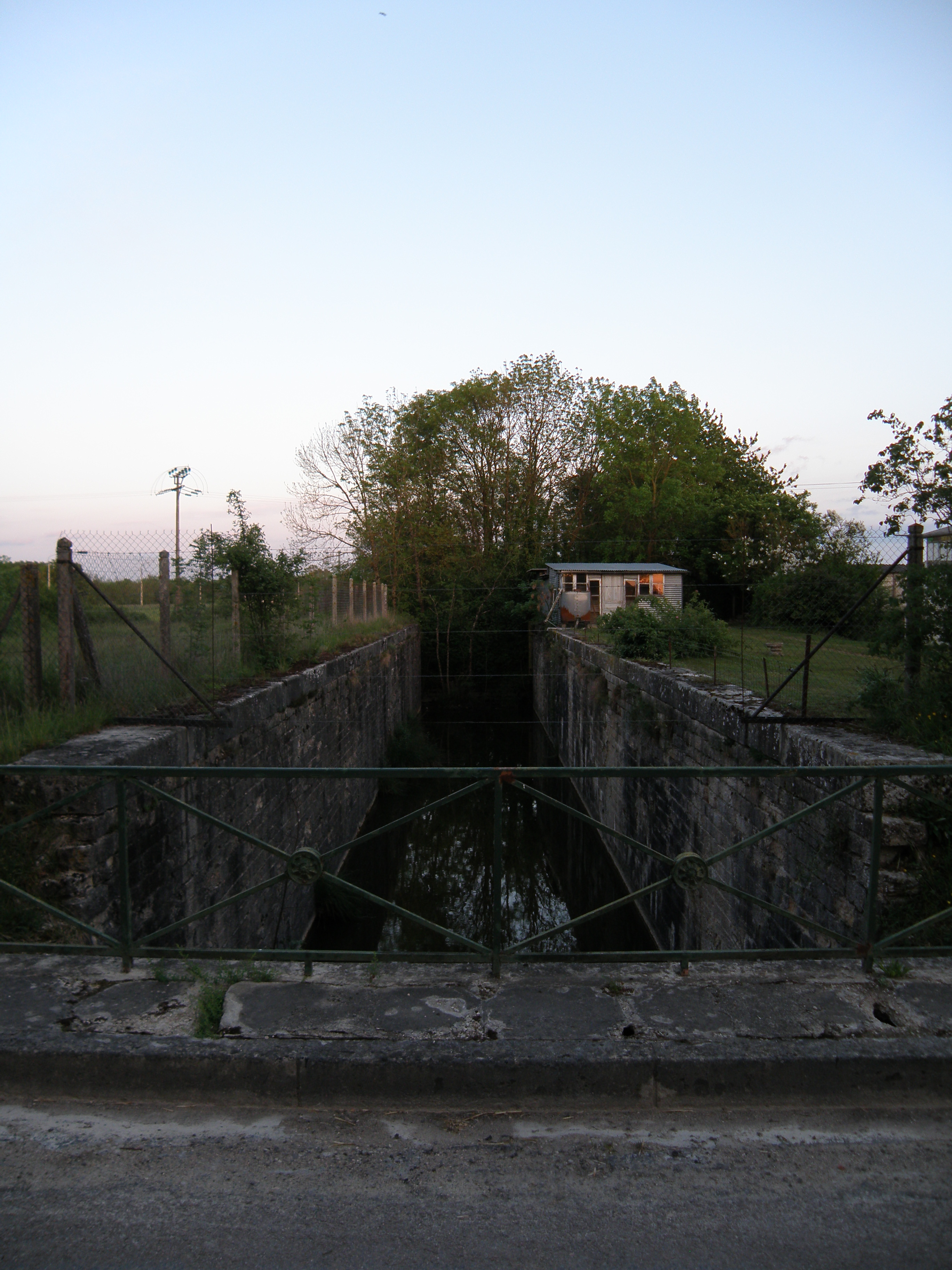
Écluse inachevée de Saint-Thibault.
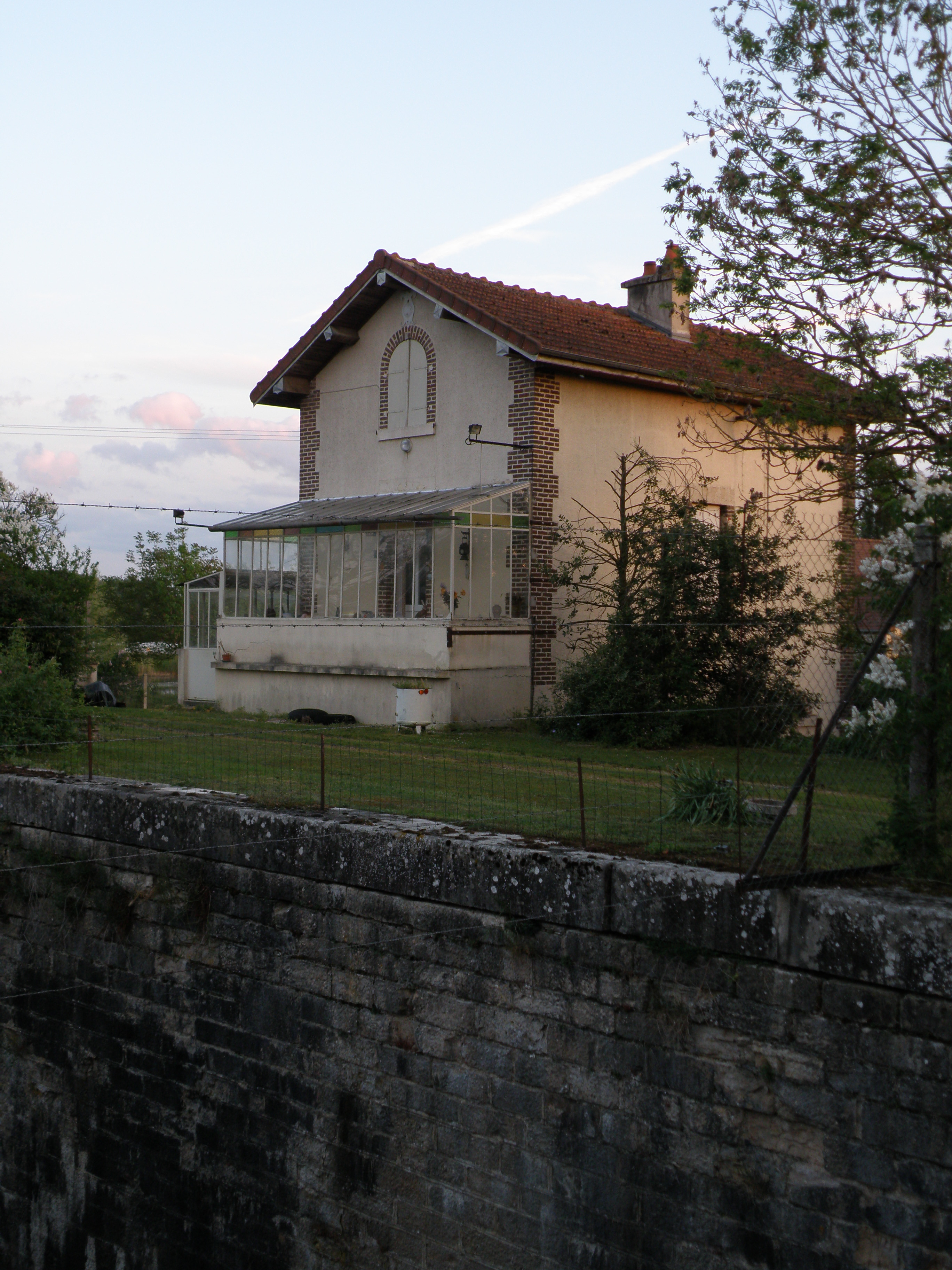
Ancienne maison éclusière de Saint-Thibault.
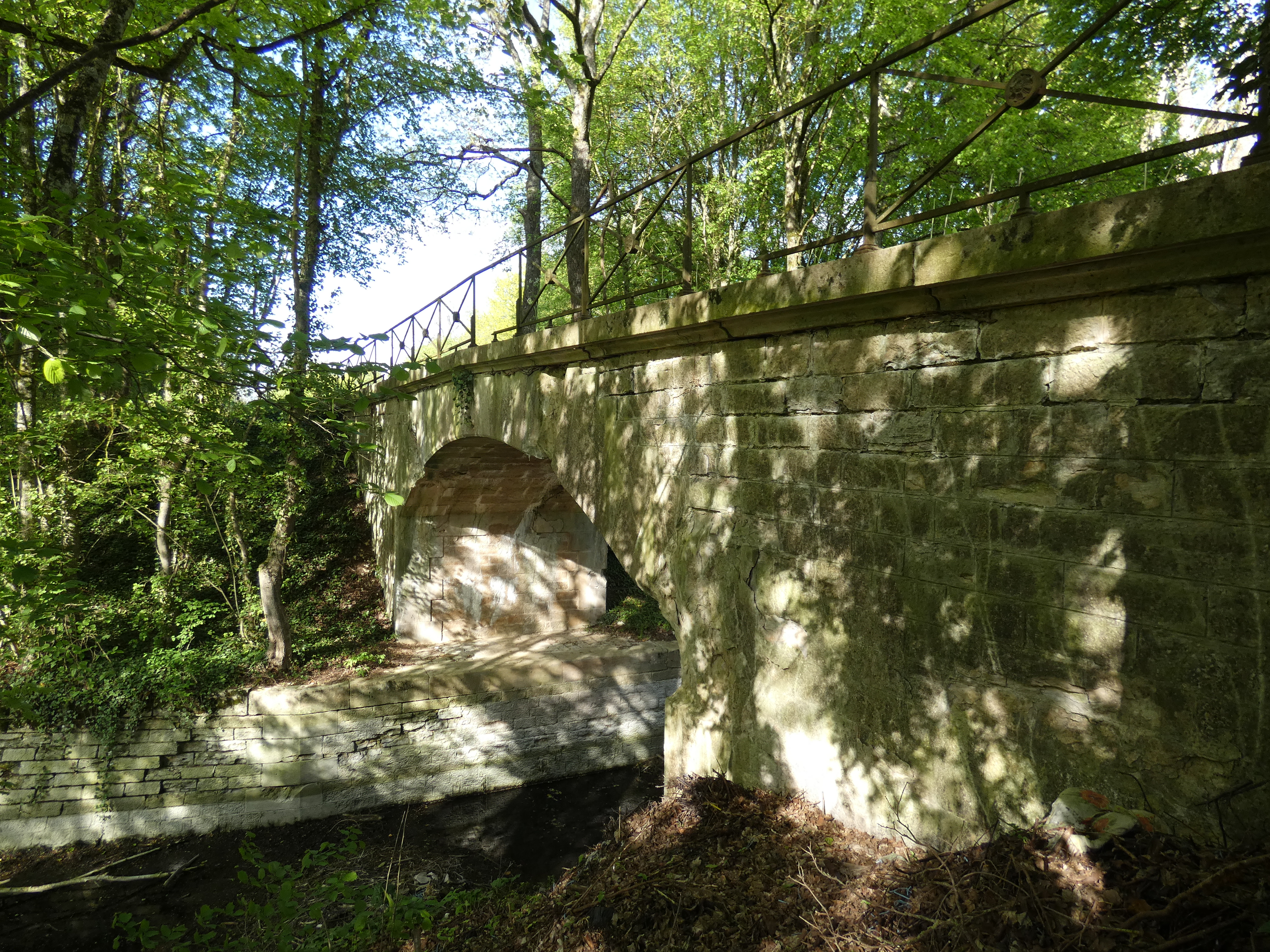
Pont à Fouchères. Porte la voie d'accès au Château de Vaux.
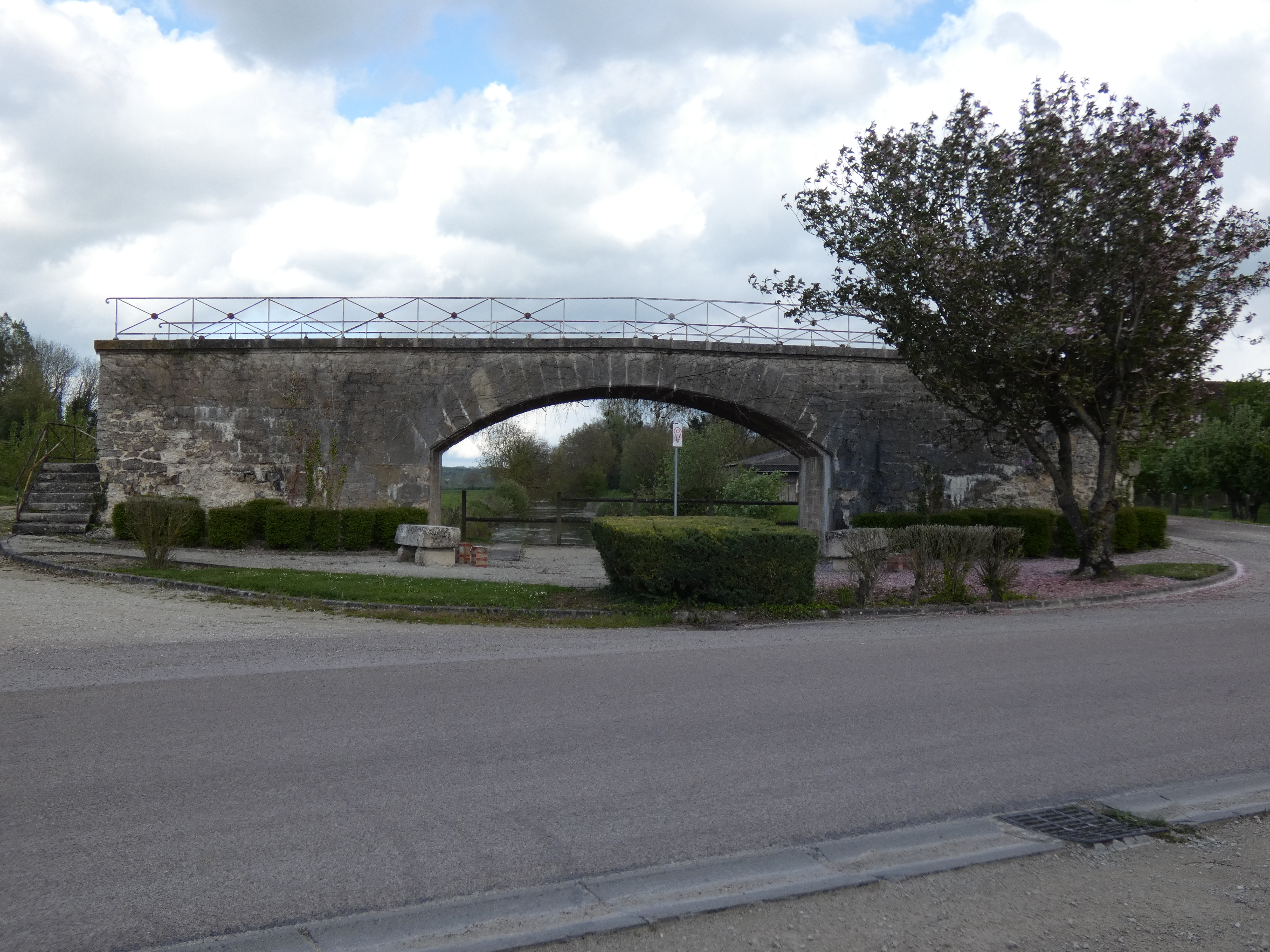
Pont sur l'ancien canal à Virey-sous-Bar.
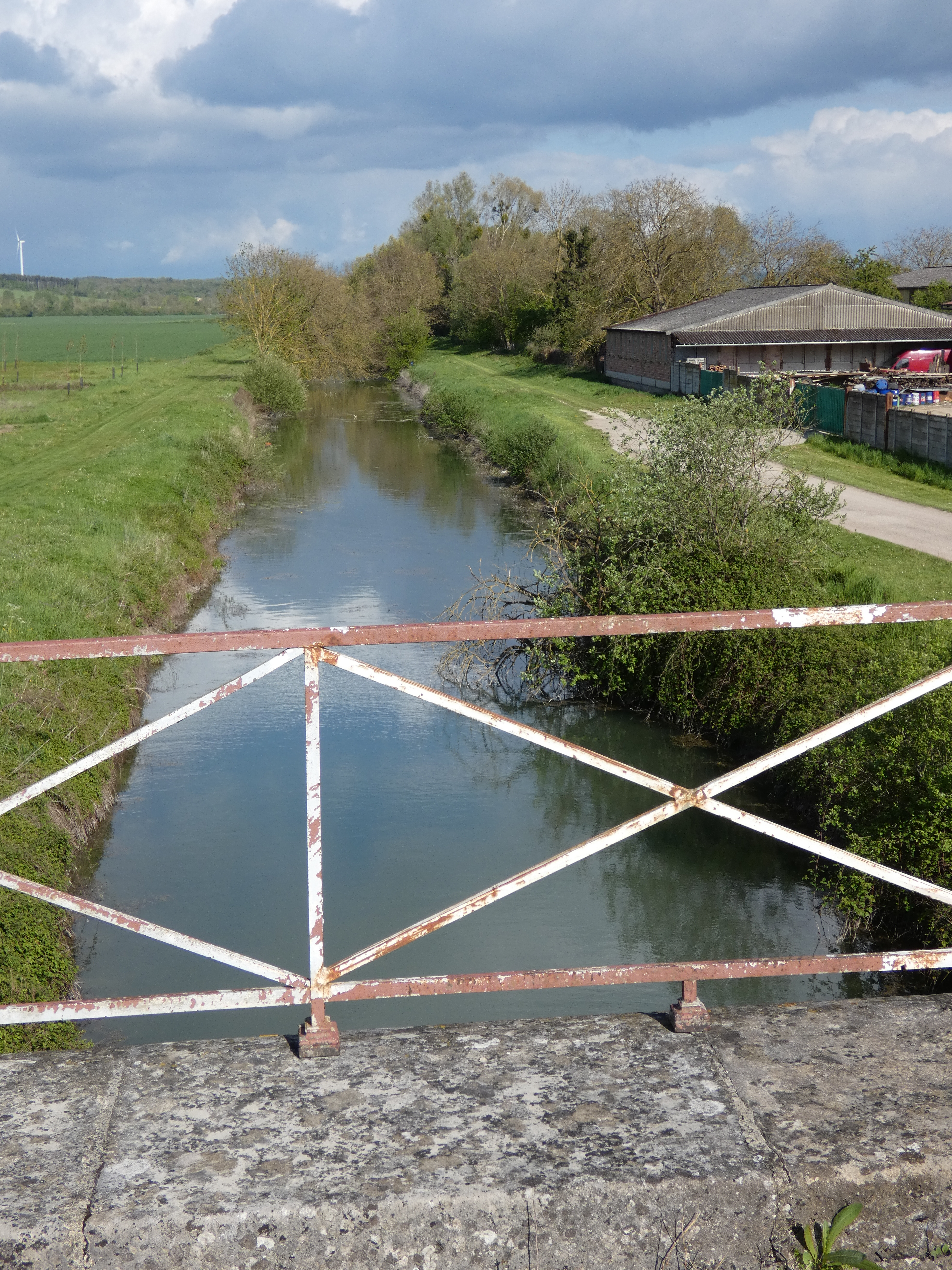
Un bief encore en eau vu du pont de Virey-sous-Bar.
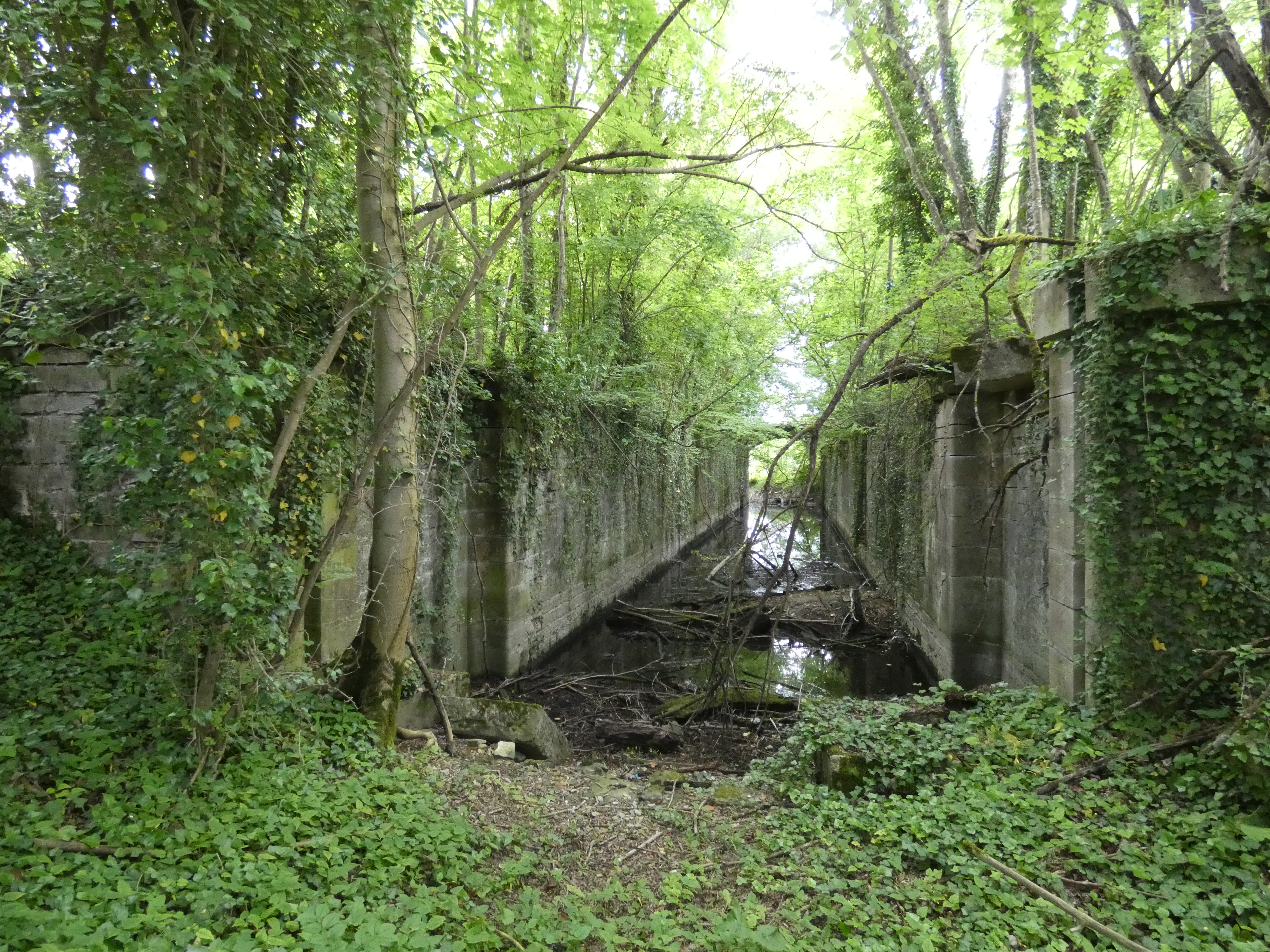
Écluse inachevée de Foolz.

## Environnement naturel

### Zones naturelles
Le canal longe ou traverse quatre zones naturelles d'intérêt écologique, faunistique et floristique délimitées dans les vallées de la Seine et de l'Aube.
- La ZNIEFF de type 1 intitulée « Bois et marais du confluent de la Seine et de l'Aube à Marcilly-sur-Seine »[89] d'une superficie de 93 ha.
- La ZNIEFF de type 2 incluant la précédente intitulée « Milieux naturels et secondaires de la Vallée de la Seine (Bassée auboise) »[90] d'une superficie de 8 930 ha.
- La ZNIEFF de type 2 intitulée « Basse vallée de l'Aube de Magnicourt à Saron-sur-Aube »[91] d'une superficie de 9 278 ha.
- La ZNIEFF de type 2 intitulée « Vallée de la Seine de La Chapelle-Saint-Luc à Romilly-sur-Seine »[92] d'une superficie de 7 236 ha.

### Flore
Le milieu traversé est essentiellement forestier. Des frênaies et chênaies sont généralement rencontrées. Des frênes à feuilles étroites, ormes, peupliers, érables sycomore et platanes sont également présents. Les rives du canal comprennent de nombreuses roselières.

### Faune
Les mammifères rencontrés sont les ragondins. Les oiseaux sont représentés par les rousseroles, fauvettes, colverts, hérons cendrés, poules d'eau et cygnes. Les eaux du canal sont peuplées de perches, brèmes, brochets et sandres.

## Véloroute et voie verte
Les départements intéressés ont aménagé pour les loisirs des berges du canal sur toute sa longueur. Dans l'Aube l'itinéraire est nommé « Voie verte du canal de la Haute-Seine » ; dans la Marne, la « Véloroute du canal de la Haute-Seine » le prolonge. Les deux parcours font partie de la Véloroute V33 — la Seine à vélo, en projet.

### Voie verte du canal de la Haute-Seine

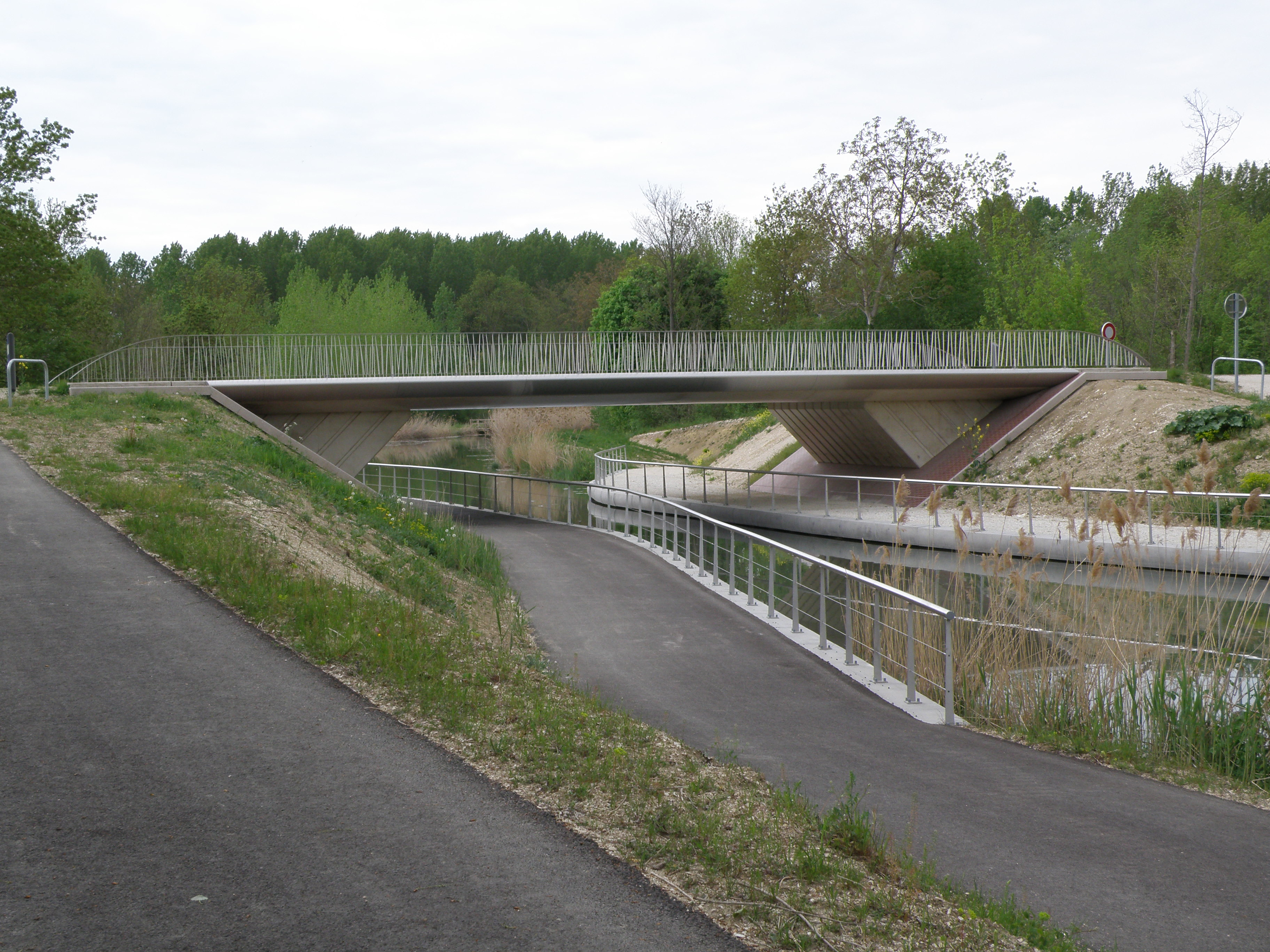
La voie verte à Vallant-Saint-Georges

Le canal, resté à l'abandon pendant soixante-dix ans sur cette section, a nécessité d'importants travaux réalisés par le département de l'Aube. Six ponts, busés ou vétustes, ont été reconstruits à neuf et quatre autres ont reçu une rénovation esthétique. Sept écluses ont été restaurées.
La voie verte s'étend de Barberey-Saint-Sulpice à Saint-Oulph sur 25 km en site propre dans le prolongement de la voie verte de la Seine, elle-même reliée à la vélovoie des lacs. Une piste avec revêtement enrobé lisse est accessible à bicyclette, en rollers ainsi qu'aux personnes à mobilité réduite. Elle suit le chemin de halage en rive gauche. Le chemin de contre-halage en rive droite est enherbé. Il est réservé aux marcheurs, aux cavaliers et aux pêcheurs. Grâce au passage sous les ponts, les croisements routiers à niveau sont évités. Le parcours est agrémenté de quarante bancs, deux pontons d’observation et trente-et-un pontons pêcheurs. Le canal peut être parcouru en canoë. Seize escaliers permettent la mise à l’eau des embarcations et le franchissement des écluses.
Sept zones de stationnement sont réparties sur le parcours.
- À Barberey-Saint-Sulpice (48° 20′ 33″ N, 4° 02′ 20″ E).
- À Payns (48° 23′ 37″ N, 3° 58′ 47″ E).
- À Savières (48° 24′ 45″ N, 3° 57′ 45″ E).
- À Saint-Mesmin (48° 26′ 44″ N, 3° 56′ 36″ E).
- À Vallant-Saint-Georges (48° 28′ 18″ N, 3° 54′ 37″ E).
- À Droupt-Sainte-Marie (48° 29′ 36″ N, 3° 55′ 05″ E).
- À Saint-Oulph (48° 31′ 02″ N, 3° 51′ 38″ E).

La continuité rétablie du canal ainsi que les écluses rénovées préparent à terme, une réouverture à la navigation de plaisance.

### Véloroute du canal de la Haute-Seine

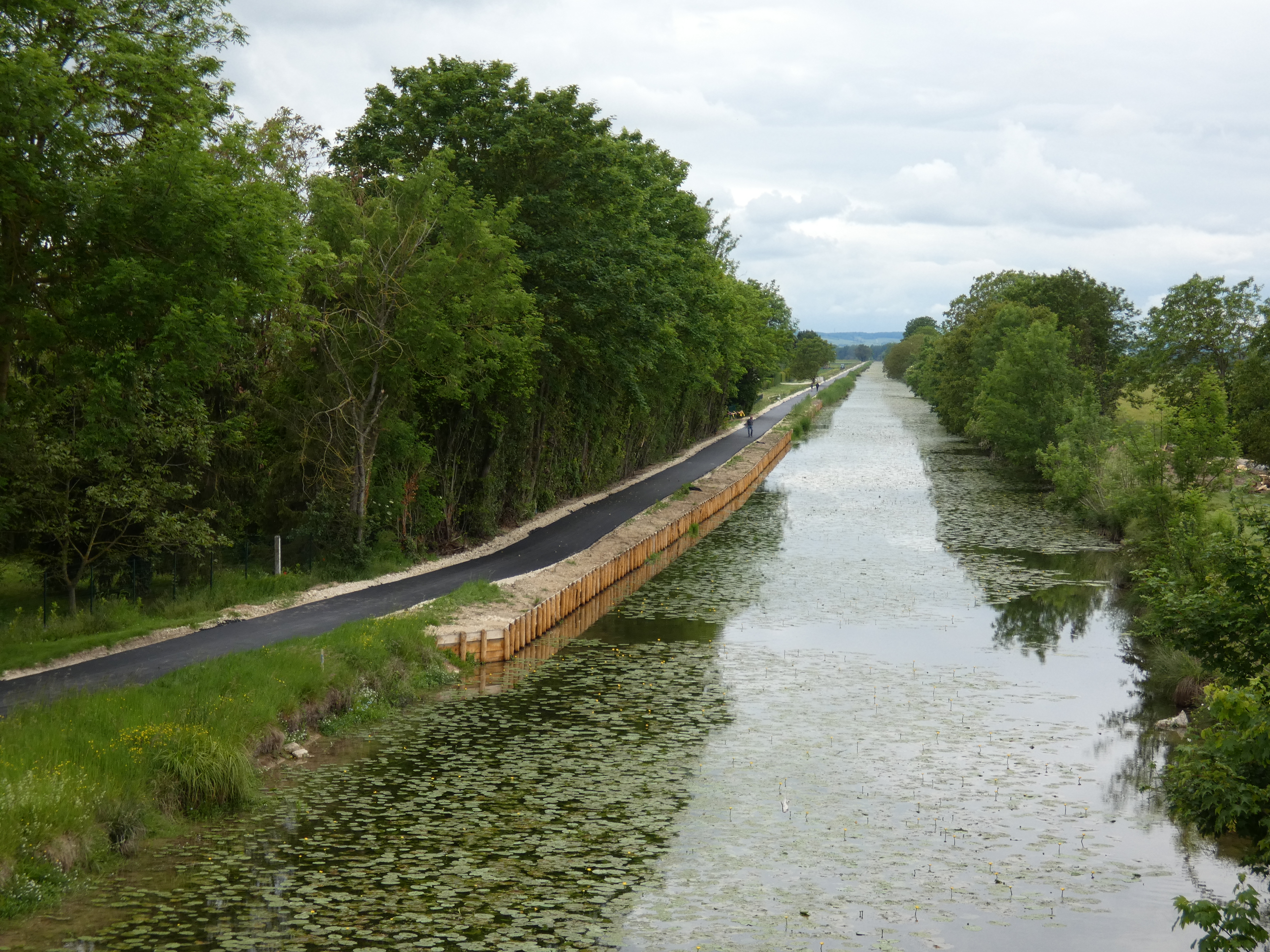
La véloroute à Clesles

La partie aval du canal de Saint-Oulph à Marcilly-sur-Seine est fermée à la navigation depuis 1968, mais demeure dans le domaine public fluvial géré par Voies navigables de France. De Marcilly-sur-Seine à Crancey, la voie d'eau est toujours en service. Les travaux réalisés par le département de la Marne ont nécessité la consolidation des berges sur 2 200 m ainsi que la construction de deux passerelles, l'une à Marcilly-sur-Seine et l'autre à Conflans-sur-Seine.
La véloroute s'étend de Saint-Oulph à Crancey sur 20 km en site propre. La piste avec revêtement enrobé lisse est réservée aux modes de déplacement doux. Elle suit le chemin de halage du canal en rive gauche jusqu'à Marcilly-sur-Seine puis les berges de la Seine et se poursuit sur le chemin de halage du canal de dérivation de Bernières à Conflans en rive droite jusqu'à Crancey. Grâce au passage sous les ponts, les croisements routiers à niveau sont peu nombreux.
Cette véloroute fait partie du projet de la Seine à vélo. Son prolongement jusqu'à Nogent-sur-Seine au bord du canal de dérivation de Bernières à Conflans est prévu par le département de l'Aube.
Cinq aires de repos sont réparties sur le parcours.
- À Conflans-sur-Seine (48° 32′ 40″ N, 3° 41′ 23″ E).
- À Marcilly-sur-Seine (48° 33′ 20″ N, 3° 42′ 43″ E).
- À Saron-sur-Aube (48° 33′ 38″ N, 3° 44′ 18″ E).
- À Saint-Just-Sauvage (48° 33′ 28″ N, 3° 47′ 45″ E).
- À Clesles (48° 32′ 19″ N, 3° 49′ 43″ E).

Trois zones de stationnement sont prévues.
- À Conflans-sur-Seine (48° 32′ 40″ N, 3° 41′ 23″ E).
- À Marcilly-sur-Seine (48° 33′ 20″ N, 3° 42′ 43″ E).
- À Saint-Just-Sauvage (48° 33′ 28″ N, 3° 47′ 45″ E).

## Pêche de loisir
Le canal est ouvert à la pêche de loisir sur toute sa longueur,. C'est un cours d'eau de deuxième catégorie. Le peuplement piscicole est composé de brochets, perches, carpes, sandres et cyprinidés. L'achigan à grande bouche a été introduit sur le premier bief du canal à Barberey-Saint-Sulpice qui constitue un parcours en no-kill. Différentes associations agréées de pêche et de protection des milieux aquatiques gèrent les parcours de pêche.
| AAPPMA gestionnaire                           | Limite amont                                               | Limite aval                                                     | Longueur du parcours | Peuplement piscicole                                           |
| --------------------------------------------- | ---------------------------------------------------------- | --------------------------------------------------------------- | -------------------- | -------------------------------------------------------------- |
| Troyes                                        | Bassin de la Préfecture 48° 17′ 44″ N, 4° 04′ 53″ E        | Rond-point Pierre-Olivier Lebasteur 48° 18′ 02″ N, 4° 04′ 33″ E | 688 m                | Brochet, perche, carpe, sandre, cyprinidés                     |
| Troyes                                        | Prise d’eau de Barberey 48° 20′ 18″ N, 4° 02′ 30″ E        | RD 91 48° 20′ 32″ N, 4° 02′ 24″ E                               | 503 m                | Brochet, perche, cyprinidés                                    |
| Troyes                                        | RD 91 48° 20′ 32″ N, 4° 02′ 24″ E                          | Écluse de Vannes 48° 21′ 29″ N, 4° 01′ 32″ E                    | 2 067 m              | Brochet, perche, carpe, cyprinidés, achigan (parcours no-kill) |
| Troyes                                        | Écluse de Vannes 48° 21′ 29″ N, 4° 01′ 32″ E               | Écluse de Villacerf 48° 23′ 29″ N, 3° 58′ 58″ E                 | 4 799 m              | Brochet, perche, carpe, cyprinidés                             |
| Vallant-Saint-Georges                         | Écluse de Villacerf 48° 23′ 29″ N, 3° 58′ 58″ E            | Pont-canal de Beauregard 48° 29′ 22,8″ N, 3° 55′ 07,2″ E        | 12 602 m             | Brochet, perche, carpe, cyprinidés                             |
| Romilly-sur-Seine/Méry                        | Pont-canal de Beauregard 48° 29′ 22,8″ N, 3° 55′ 07,2″ E   | Limite départements Aube/Marne 48° 31′ 24″ N, 3° 51′ 00″ E      | 6 712 m              | Brochet, perche, carpe, cyprinidés                             |
| La noquette de Sézanne Sézanne/Anglure        | Limite départements Aube/Marne 48° 31′ 24″ N, 3° 51′ 00″ E | Écluse double de Saint-Just 48° 33′ 27″ N, 3° 47′ 49″ E         | 5 450 m              | Brochet, perche, carpe, cyprinidés                             |
| L'épuisette Saint Justoise Saint-Just-Sauvage | Écluse double de Saint-Just 48° 33′ 27″ N, 3° 47′ 49″ E    | Pont de Saron-sur-Aube 48° 33′ 40″ N, 3° 44′ 21″ E              | 4 400 m              | Brochet, perche, carpe, cyprinidés                             |
| La noquette de Sézanne Sézanne/Anglure        | Pont de Saron-sur-Aube 48° 33′ 40″ N, 3° 44′ 21″ E         | Écluse de Marcilly 48° 33′ 39″ N, 3° 43′ 09″ E                  | 1 480 m              | Brochet, perche, carpe, cyprinidés                             |